# Électricité de France
« EDF » redirige ici. Pour les autres significations, voir EDF (homonymie).
Ne doit pas être confondu avec électricité en France.
Électricité de France, plus souvent désigné par l'acronyme EDF, est une société anonyme française de production et de fourniture d'électricité, détenue à 100 % par l'État français.
L'entreprise est le premier producteur et le premier fournisseur d'électricité en France et en Europe. Au niveau mondial, EDF était en 2017 le deuxième producteur d'électricité derrière China Energy Investment en matière de puissance installée, et la troisième compagnie d’électricité au monde par son chiffre d’affaires, après la State Grid Corporation of China et l'italien Enel.

## Histoire

### Origine
Avant EDF, l'engouement boursier pour l'électricité entre les deux guerres, dopé par la multiplication par huit de la production hydro-électrique dans les années 1920, a engendré un besoin d'interconnexion électrique et débouché sur une forte concentration du secteur, dominé par L'Union d'électricité, leader français avec 2 milliards de francs d'actifs en 1939, devant L'Énergie industrielle et ses 1,3 milliard de francs.
La conviction du Conseil national de la Résistance, suivant les principes communistes de nationalisation et d'économie planifiée notamment sous l'impulsion de Pierre Villon, de la nécessité du « retour à la nation des grands moyens de production monopolisée, fruits du travail commun, des sources d'énergie, des richesses du sous-sol, des compagnies d'assurances et des grandes banques » inspire nettement le projet porté à l'Assemblée par Marcel Paul (PCF), qui entendait dès 1945 « agir efficacement au maintien, au renforcement de l'union de toutes les forces patriotiques, à l'union entre eux des groupements de la Résistance, à la réalisation de la grande mobilisation en faveur et pour l'application du programme du CNR. Il faut gagner la bataille de la nationalisation de l'Électricité et du Gaz ».
La nationalisation apparaît donc comme « une œuvre de libération » qui doit permettre de « développer la production de notre pays » : le large vote en faveur de la nationalisation est dû à cette considération largement répandue après-guerre que l'énergie constitue en premier lieu un bien public et qu'à ce titre, sa gestion ne peut demeurer dans les mains de sociétés privées. En atteste la déclaration de Marcel Poimbœuf à l'Assemblée, s'exprimant pour ses collègues du MRP et qui rappelle que le mouvement républicain donne sa voix afin « de tendre à supprimer une partie des abus du régime capitaliste ». L'abbé Pierre, membre du MRP, donne sa voix pour l'occasion et rappelle la nécessité de dépasser la notion de clivage au nom de la « confiance » en la République qui, « si elle n'existait pas, [conduirait] immanquablement à un échec qui ne pourrait que ramener rapidement la réaction et le renforcement d'un régime contre lequel nous avons tous lutté » (en référence à la Résistance), rappelant le caractère unanime de la loi de nationalisation, qui dépasse les clivages gauche-droite.

### Cadre juridique général
L'établissement public national de caractère industriel et commercial « Électricité de France (E.D.F.) Service national » a été créé par la loi no 46-628 du 8 avril 1946 sur la nationalisation de l'électricité et du gaz,, adoptée par 491 voix pour (PCF, SFIO, MRP, Radicaux, UDSR) et 59 contre (Parti républicain de la liberté, Républicains indépendants et divers droites), sur proposition de Marcel Paul, alors ministre de la production industrielle. Le projet de loi, inspiré par le programme du Conseil national de la Résistance, adopté dans la clandestinité le 15 mars 1944, décidait la nationalisation des biens de 1 450 entreprises de production, de transport et de distribution d'énergie électrique,,.
Cette loi a institué en France :
- un monopole de concession sur la distribution, permettant toutefois aux entreprises locales (régies, SICAE et sociétés d'économie mixte) de continuer leurs activités ;
- un monopole de production pour les installations de production d'une puissance supérieure à 8 MVA (l'article 8 de la loi prévoyant des exceptions pour la SNCF, les régies et les Charbonnages de France). Il s'agit en fait d'un monopole à 95 % seulement (ou quasi-monopole, et non un monopole de fait et de droit), puisque le législateur ne pouvait pas nationaliser des propriétés publiques (comme Auto-production SNCF, les régies communales de production et distribution ou Charbonnages de France)

Ce quasi-monopole de production a été progressivement abrogé à partir de 2000, au fur et à mesure de la transposition en France des directives européennes sur la constitution du marché intérieur de l'électricité.

### EDF, de la nationalisation à 1996
Au sortir de la Seconde Guerre mondiale, la nationalisation des compagnies d'électricité, créant EDF, a eu parmi ses multiples objectifs celui de contribuer au redressement et à la modernisation industrielle du pays. Cet effort s'est traduit par le développement de grands ouvrages hydroélectriques, et de la production thermique à partir du charbon avec notamment l'accroissement progressif de la taille des centrales afin de bénéficier des effets d'échelle et l'intégration du bassin minier de Ronchamp et de sa centrale thermique en 1946.
EDF est créée sous la forme d'un EPIC. L'équipe de direction initiale est formée entièrement de fonctionnaires polytechniciens :
- PDG : Pierre Simon, X-Ponts et résistant ;
- Directeur général adjoint : Roger Gaspard, X-Ponts et résistant ;
- Directeur des études et recherches : Pierre Ailleret, X-Ponts ;
- Directeur de l'exploitation : Pierre Grézel, X-Mines ;
- Directeur de l'équipement : Pierre Massé, X-Ponts[21]

Avant 1946, la France comptait beaucoup de compagnies d'électricité, qui ne fournissaient pas l'électricité sous une tension standard. EDF a entrepris de standardiser cette tension entre 1956 et 1991. Le passage au 220 V résulte de l'alimentation en triphasé 380/220 V et a permis de réaliser l'unification de la tension d'alimentation (passage au « compteur bleu » dans les années 1960).
Dans les années 1950 et 1960, après la sortie de la pénurie, l'enjeu s'est déplacé vers la pénétration de l'électricité dans les usages tel que les machines tournantes ou les processus efficients.
À partir des années 1970, le choix massif du nucléaire civil par le pouvoir politique, développe la spécificité d’EDF, ce choix faisant de la France le pays dont la proportion d'électricité d'origine nucléaire est la plus élevée au monde (74,5 % de la production française en 2003). Ce développement d'un processus de production aux coûts indépendants des énergies concurrentes, s'accompagne de la promotion des usages thermiques de l'électricité, notamment dans le chauffage des locaux résidentiels ou tertiaires. Ce double choix, énergie nucléaire et promotion commerciale, induit des débats relativement intenses en France entre partisans et opposants tant du développement de la production nucléaire que des usages concurrentiels de l'électricité. En 1980, EDF co-fonde l'AFCEN avec Framatome, une association chargée de créer et éditer un code nucléaire spécifique au parc nucléaire français.
Les années 1980 et 1990 sont marquées par le suréquipement en moyen de production d'EDF et une contestation intense de l'énergie nucléaire, notamment après la catastrophe nucléaire de Tchernobyl. Ces deux éléments conduiront à un très fort ralentissement du rythme de construction des centrales nucléaires, et parallèlement au développement des exportations d'électricité afin de valoriser les capacités excédentaires.
Depuis la fin des années 1990, le processus de déréglementation, qui introduit d'autres acteurs dans le secteur de la production d'électricité, est venu questionner ce rôle d'EDF comme instrument majeur de la politique énergétique de la France dans le domaine électrique.
Depuis juin 1996, pour respecter la norme européenne, l'électricité est désormais distribuée sous 230 V monophasé et en 230/400 V triphasé sur tout le territoire français (mais la distribution des tensions a débuté bien avant).

### Réorganisation du secteur, changements de statut
À partir de 1996 débute une période d'intenses changements institutionnels pour le secteur électrique européen et pour EDF.
Ces évolutions comportent de nombreuses facettes que l'on peut regrouper en quatre grandes familles d'événements :
- la déréglementation du secteur électrique dans l'Union européenne, sous l'impulsion de la Commission européenne ;
- le changement de statut juridique d'EDF et son introduction en bourse ;
- l'évolution du régime de financement des retraites de la branche des Industries électriques et gazières en France ;
- le développement significatif des acquisitions internationales en et hors d'Europe.

#### Déréglementation du secteur électrique dans l'Union européenne
Le changement de régulation du secteur électrique, d'un régime historique de monopole régulé, privés ou publics, à un régime de concurrence à la production, découle d'un choix politique au niveau européen.
Cette évolution s'inscrit dans le mouvement général de déréglementation connu dans les pays occidentaux depuis le milieu des années 1970 et qui a affecté jusqu'à nos jours de nombreux secteurs de services d'infrastructure : transport aérien, télécommunications, transport ferroviaire, etc.
Elle s'inscrit dans la perspective de construction d'un marché intérieur de l'Union européenne dessinée par l'Acte unique européen de 1986.
En ce qui concerne le secteur électrique les textes initiateurs de la déréglementation sont les directives 96/92/CE du 19 décembre 1996 et 2003/54/CE du 26 juin 2003.
En France, les dispositions de ces directives autres que celles d'application directe sont transposées principalement par la loi no 2000-108 du 10 février 2000, la loi no 2003-8 du 3 janvier 2003 et la loi no 2004-803 du 9 août 2004.
Les directives établissent un certain nombre d'obligations pour les États membres dont les plus significatives sont la possibilité offerte aux consommateurs d'électricité de choisir leur fournisseur d'énergie. En France cette possibilité est offerte graduellement par seuil de consommation établi par décret en Conseil d'État.
- Le 19 février 1999 : la directive 96/92 est applicable directement pour les sites consommant plus de 100 GWh/an.
- Le 29 mai 2000 : le décret no 2000-456[25] fixe le seuil d'éligibilité à 16 GWh/an (environ 30 % de la consommation est concernée sur 1 400 sites principalement industriels).
- Le 5 février 2003 : le décret no 2003-100[26] abaisse le seuil à 7 GWh/an (environ 37 % du marché représentant près de 3 000 sites).
- Le 23 juin 2004 : le décret no 2004-597[27] établit que toute consommation non résidentielle est éligible à partir du 1er juillet 2004 (environ 70 % de la consommation est concernée sur environ 2,3 millions de sites).
- Le 1er juillet 2007 : les directives européennes prévoient qu'au plus tard au 1er juillet 2007 tous les clients seront éligibles.
- La loi NOME, ou Nouvelle Organisation du Marché de l'Électricité, constitue la prochaine étape de l'ouverture des marchés de l'électricité à la concurrence. Elle reprend en grande partie les conclusions du rapport de la Commission Champsaur. La loi NOME a été adoptée par le Parlement, après approbation des sénateurs et des députés, en novembre 2010. La loi NOME est entrée en application le 1er juillet 2011.

#### Changement de forme juridique et introduction en bourse
Par la loi no 2004-803 du 9 août 2004, EDF, d'établissement public à caractère industriel et commercial (EPIC), devient société anonyme (SA). Son capital social a été transféré à l'État, qui selon les dispositions de l'article 24 de cette loi en détient 70 % au moins. Le 19 novembre 2004, EDF devient une société anonyme à capitaux publics. Le 21 novembre 2005, l'entreprise introduit 15 % de son capital à la Bourse de Paris au prix de 32 € par action. après avoir changé de statut et figure dans le CAC 40 entre le 19 décembre 2005 et le 21 décembre 2015.
Deux ans plus tard, fin 2007, l'État vend 2,5 % du capital d'EDF dans le but de récupérer environ 5 milliards d' €. La vente rapportera moins que prévu initialement, environ de 3,7 milliards.
Le cours de l'action EDF a connu de fortes fluctuations : après avoir flambé jusqu'à 86 € en novembre 2007, il est retombé au-dessous de son cours d'introduction dès mars 2009 et y est restée la plupart du temps depuis, à l'exception d'une rémission peu marquée sur la fin 2009 et l'année 2010 ; après avoir atteint un plus bas en décembre 2012 à moins de 14 €, elle a connu en 2013, une remontée fulgurante (+ 83 %) grâce à plusieurs événements favorables : chute du prix du CO2 à la bourse du carbone, deux accords avec le gouvernement pour un rattrapage tarifaire (deux hausses de 5 % en août 2013 et août 2014) et pour le remboursement progressif de la dette de l'État au titre de la CSPE, accord avec le gouvernement britannique garantissant des tarifs avantageux pour la production de la future centrale nucléaire de Hinkley Point, et aussi grâce à une nette amélioration des comptes ; le cours au 31 décembre 2013 atteignait 25,68 €.
Au 31 décembre 2020, le capital était détenu à 83,68 % par l'État, à 14,94 % par le public (institutionnels : 12,97 % et les particuliers : 1,97 %), à 1,36 % par les salariés d'EDF et à 0,02 % par EDF.

#### Renationalisation
Fin 2022, l'État français entreprend la renationalisation de l'entreprise afin de faire face à la construction de six nouveaux réacteurs nucléaires, avec une option pour huit autres. Fin janvier 2023, la participation de l'État dans le capital dépasse le seuil des 90 %.
Le 23 mai 2023, le ministre de l'Économie, Bruno Le Maire, annonce la finalisation de la nationalisation d'EDF le 8 juin avec une prise de contrôle à 100 % par l'État. L'opération lui aura coûté au total à 9,7 milliards d'euros. Le 8 juin 2023, l'État redevient le seul actionnaire d'EDF,, faisant suite à la loi du 11 avril,.

### EDF face aux catastrophes naturelles

#### TempêtesLotharetMartin
Les travaux pour remettre en état le réseau sont colossaux. Il faut aussi mettre en sécurité les câbles tombés sur les autoroutes, tirer des liaisons provisoires grâce à des mâts ou liaisons enterrées… Certaines zones sont inondées. L'armée est appelée en renfort. Tous ces efforts vont payer : le 30 décembre, il ne reste plus que quelques poches sans électricité.
La crise aura prouvé la capacité d’EDF à rétablir l'alimentation électrique, parfois au prix de réparations de fortune. Mais les tempêtes Lothar et Martin ont aussi démontré que le réseau français de transport d’électricité est vulnérable face à des phénomènes météorologiques majeurs. Leur fréquence et l’intensité sont susceptibles d’augmenter avec le réchauffement climatique. Le réseau doit pouvoir résister à des vents d’intensité supérieure. Sur la base des vitesses de vents enregistrées lors du passage des deux tempêtes, les ingénieurs fixent de nouvelles valeurs pour le dimensionnement des ouvrages.
La sécurisation mécanique réseau de transport d’électricité est finalisée 17 ans après. Quelques données chiffrées : 2,8 milliards € de budget, 48 000 km de lignes, 7 900 traversées et 57 GW sécurisés, deux millions d’heures de travail auront été nécessaires pour que la situation revienne à la normale,.

### Histoire récente (2008-aujourd'hui)

#### 2008-2014

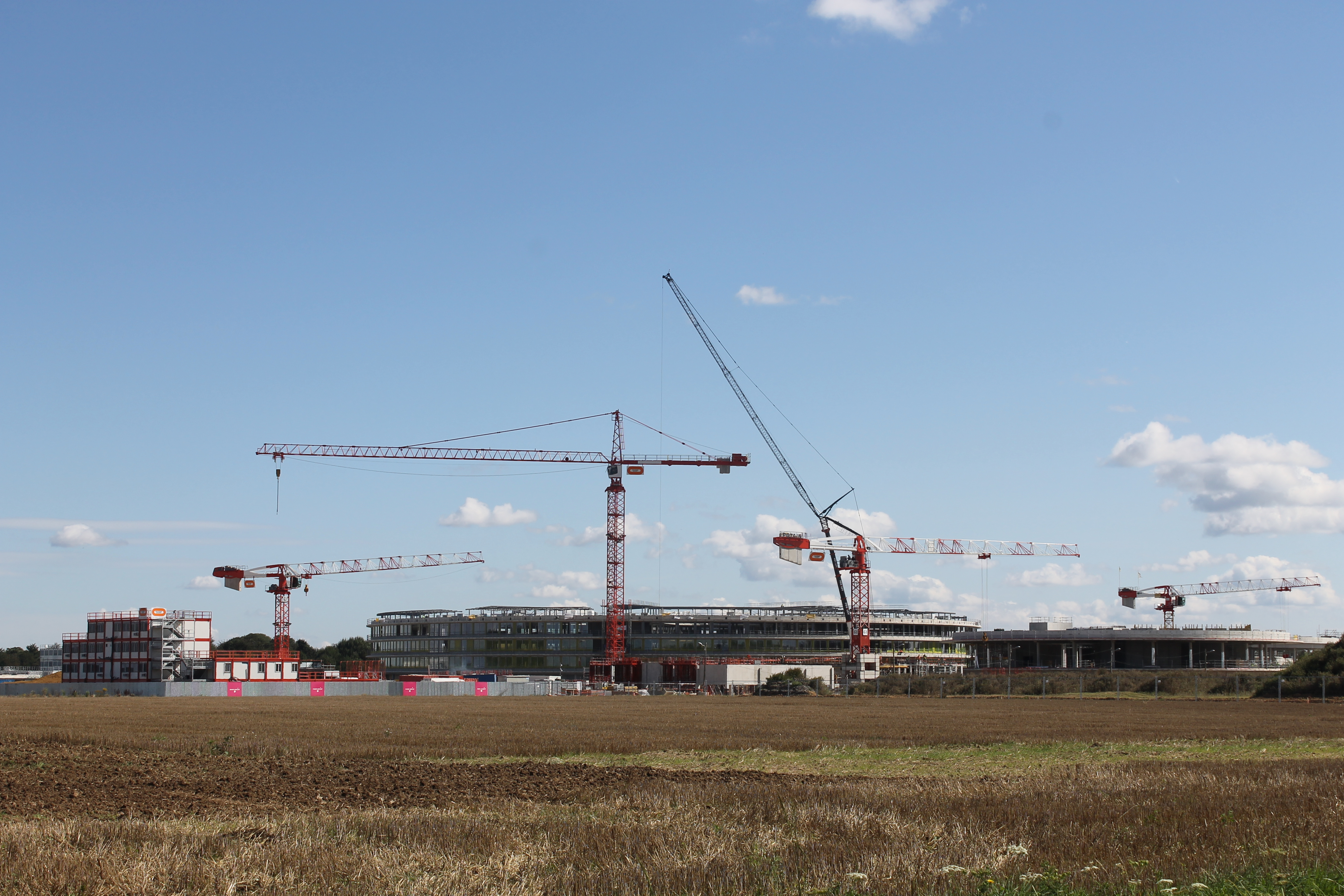
Le chantier de l'EDF Lab à Paris-Saclay, en août 2014.

Le 24 septembre 2008, EDF acquiert British Energy pour 12,7 milliards € et 49,99% des parts de Constellation Energy pour 4,5 milliards $[réf. nécessaire].
En 2010, Cheung Kong Infrastructure acquiert le réseau britannique d'électricité d'EDF pour 5,8 milliards de livres.
En décembre 2011, EDF acquiert 80 % du capital d'Edison, une société italienne spécialisée dans la production et la fourniture d'énergie électrique, issue notamment de barrages hydroélectriques et de gaz.
En 2012, EDF réalise 46 % de son chiffre d'affaires hors de France.
Le 28 octobre 2013, EDF et Veolia officialisent un « projet d'accord » pour se partager et co-diriger Dalkia, entreprise spécialisée dans les services énergétiques. EDF rachète notamment à Dalkia la filiale spécialisée dans l'éclairage public Citelum. En octobre 2013, EDF s'engage pour la construction de deux réacteurs nucléaires EPR à Hinkley Point avec une mise en service en 2023. L'entreprise prévoit de déménager son centre R&D de Clamart et construit l'EDF Lab Paris-Saclay, un ensemble de bâtiments destinés à la recherche et à la formation de jeunes ingénieurs. Situés à Palaiseau, au cœur du cluster technologique Paris-Saclay, ces deux infrastructures accueillent 1 500 personnes et 20 000 stagiaires par an à partir de mars 2016.
En parallèle, en 2014, le groupe consacre 37 % de ses investissements bruts de développement aux énergies renouvelables.

#### 2015
En 2015, le projet de construction de deux réacteurs EPR en Grande-Bretagne ainsi que la reprise de la majorité de l'activité Réacteurs d'Areva imposent à EDF des cessions d'actifs évaluées à 10 milliards d'euros jusqu’en 2020. EDF annonce alors le placement sous revue stratégique de ses actifs de production d'énergie, de ses activités de production ainsi que de commercialisation de combustibles fossiles en Europe continentale, ce qui pourrait concerner l'activité exploration-production de sa filiale italienne Edison, en particulier le gisement de gaz d'Aboukir en Égypte.
Le 23 octobre 2015, Jean-Bernard Lévy présente à la presse sa vision de l'évolution à long terme du parc nucléaire : les 58 réacteurs en fonction seront prolongés jusqu'à soixante ans, grâce au « grand carénage » ; les grands choix sur leur remplacement ultérieur seront faits autour de 2020 ; EDF travaille avec Areva depuis 2014 à un EPR nouveau modèle (EPR NM), de même capacité que l'EPR actuel (1 650 MW), mais moins coûteux. À partir de 2028-2030, EDF installera des EPR NM, et en 2050 ou 2055, il n'y aura plus de réacteurs de la génération actuelle, remplacés par 30 à 40 EPR NM. EDF a pour objectif de fixer au cours des prochaines années les grandes options de sûreté, les grands choix d'architecture, afin d'avoir un design détaillé accepté par l'autorité de sûreté nucléaire à l'horizon 2020. EDF ne pourra pas financer seul ce nouveau parc et devra faire entrer des partenaires.
En 2015, le titre EDF a perdu 44 % depuis son entrée en bourse en 2005. Entre juin 2014 et décembre 2015, la société a perdu la moitié de sa valeur et ne valait plus que 24 milliards d'euros. En 2014, sa provision pour engagements de retraite (la plus élevée en France) avait atteint 24 milliards d'euros, mais ces engagements de retraite résultent de la loi de nationalisation de 1946 et de la loi du 9 août 2004 qui l'adapte à l'ouverture du marché, et sont à la charge de l'ensemble du secteur des entreprises électriques et gazières ; une éventuelle disparition d'EDF n'aurait donc pour résultat que le transfert de ces engagements à ses concurrents.
Le titre EDF est retiré de l'indice CAC 40 au 21 décembre 2015, dix ans après son introduction en Bourse. Le Conseil scientifique des indices a pris cette décision sur la base du faible flottant du titre (l'État possède 84,5 % du capital) et de la forte baisse du cours, qui résultent en un poids trop faible dans l'indice : 0,5 %. En janvier 2016, EDF annonce la suppression de 3 500 postes sur deux ans, sans licenciement, via des non-remplacements de départs.

#### 2016

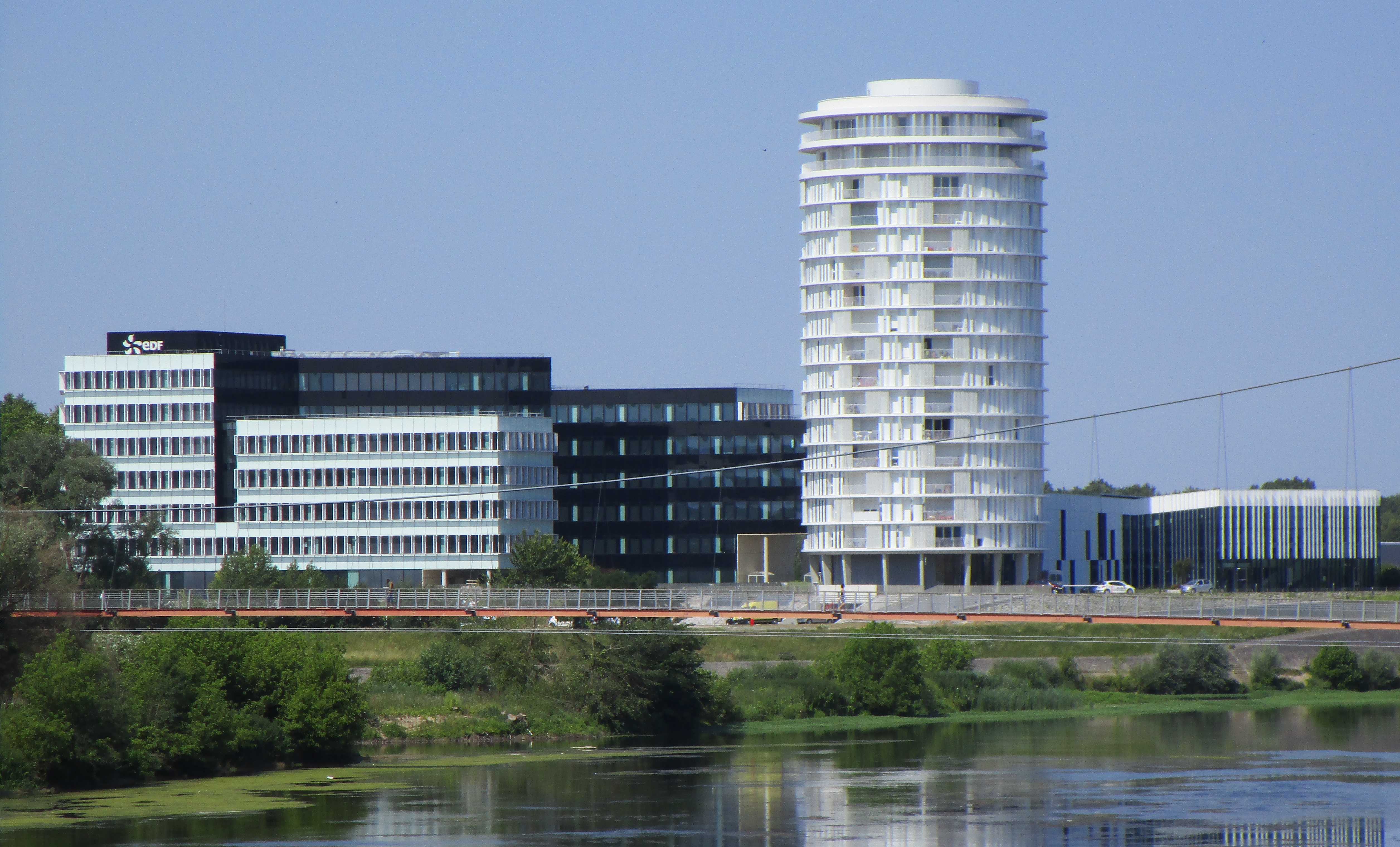
Site EDF des Deux-Lions à Tours, inauguré en 2014.

En 2016, EDF est confrontée à une série de difficultés qui pèsent sur ses futures marges : le risque lié au projet de construction de deux réacteurs EPR à Hinkley Point, le financement de ce projet de plus de 23 milliards d'euros étant difficile à boucler alors qu'EDF est déjà engagée dans le projet « Grand carénage » de 50 milliards € pour la prolongation à 60 ans de la durée d'exploitation de son parc nucléaire français ; le risque lié à la reprise d'Areva NP; la chute des prix du marché de gros de l'électricité, de 41 €/MWh début 2015 à 26 €/MWh en février 2016 ; si EDF est couvert pour 2016 par des ventes à terme, son compte de résultat se base sur un prix de 37 €/MWh, et un écart de 10 €/MWh induirait un manque à gagner de 2,3 milliards € de marge brute en 2017, et de 3,1 milliards € en 2018. Les concurrents d'EDF bénéficient de la baisse des prix de marché qui leur permet de concurrencer directement EDF qui propose toujours des tarifs réglementé (souscrit par plus de 90 % des foyers). Mais fin 2015, le tarif réglementé est supprimé, et EDF perd alors des parts de marché. Enfin, la révision du coût du site de stockage de déchets nucléaires Cigéo a imposé à EDF une provision supplémentaire de 800 millions €
EDF annonce le 22 avril 2016 le lancement avant la fin de l'année d'une augmentation de capital de 4 milliards €, dont l'État souscrira 3 milliards € ; l'État a accepté de plus le versement en actions des dividendes de 2016 et 2017 ; au total, il apportera entre 5 et 6,5 milliards € à EDF. De son côté, EDF s'engage à porter son plan d'économies à 1 milliard € jusqu’en 2019 contre 0,7 milliard € jusqu’en 2018 annoncés précédemment, à ramener ses investissements à 10,5 milliards € en 2018 au lieu de 12,5 milliards €, et confirme un plan de cessions de 10 milliards € jusqu’en 2020. La décision d'investissement pour Hinkley Point est reportée à septembre.
Début juin 2016, le groupe lance une offre d'autoconsommation « Mon soleil et moi », permettant aux particuliers clients d'EDF d'installer sur leur propriété des panneaux solaires, reliés à une batterie et pour usage personnel, ceci sans connexion au réseau électrique. Le groupe espère convaincre 3 000 clients par an et ainsi atteindre une installation de 10 MW/an de photovoltaïque.
En juillet 2016, EDF annonce la vente de 49,9 % de RTE à la Caisse des dépôts et consignations, valorisant RTE dans son ensemble à 8,45 milliards d'euros,.
Le 15 septembre 2016, le Royaume-Uni a officiellement donné à EDF son autorisation pour la construction de deux réacteurs nucléaires EPR sur le site d'Hinkley Point C. La direction d'EDF estime que le projet pourrait fournir 7% des besoins britanniques en électricité et rapportera 9%. La centrale d'Hinkley Point coûtera environ 18 milliards de livres, soit 21 milliards d'euros, et sera construite et financée aux deux tiers par EDF.
Le contrat définitif entre EDF, CGN et le gouvernement britannique est signé le 29 septembre 2016. Le début de la construction du réacteur est prévu pour 2019, date à laquelle le « premier béton nucléaire » doit être coulé. EDF recherchera ensuite un investisseur pour lui céder une partie de sa participation, selon son PDG. Les démarrages du premier réacteur ainsi que du second sont prévus, respectivement, pour 2025 et 2026. Les documents signés lancent aussi la phase de développement d'un autre EPR d'EDF à Sizewell. CGN sera actionnaire à hauteur de 20 %. À Bradwell, à l'ouest de Londres, un autre projet est lancé - le troisième - : CGN y contribuera à hauteur de 66,5 % et y construira son réacteur, le Hualong. EDF sera actionnaire minoritaire du projet.

#### 2017
Les parts de marché de fourniture d'EDF en France sont en forte baisse depuis 2017. Face à la concurrence d'Engie et de nouveaux acteurs comme Butagaz, Total, Cdiscount ou Enercoop, EDF perd en moyenne 100 000 clients par mois.
En mars 2017, EDF réussit à placer son augmentation de capital de quatre milliards d’euros, dont trois milliards souscrits par l'État. Le groupe finalise également la cession à la Caisse des dépôts et consignations et à CNP Assurances de 49,9 % du capital de sa filiale détenant la totalité des titres de RTE depuis décembre 2016.
En mai 2017, EDF annonce la vente de ses activités de production d'électricité à base de charbon et de gaz en Pologne à PGE Polska Grupa Energetyczna, valorisées à 1,4 milliard d’euros. La cession est finalisée le 13 novembre 2017.
Le 20 juin 2017, EDF lance EDF Solutions Énergétiques, entité destinée à rassembler l’ensemble de ses filiales et marques spécialisées dans les services énergétiques, telles Dalkia, Tiru, Citelum, Sodetrel ou NetSeenergy.
En septembre 2017, EDF lance une offre d’électricité 100 % renouvelable à destination des particuliers, baptisée « Vert électrique », qui garantit qu’une quantité d’électricité d’origine renouvelable équivalente à sa consommation sera injectée sur le réseau électrique.
En décembre 2017, EDF annonce un programme d'investissement de 25 milliards d'euros pour la construction de 30 GW de centrales solaires photovoltaïques entre 2020 et 2035, ce qui ferait passer la part du solaire dans la production d'électricité de 1,6 % en 2017 à 7 ou 8 % en 2035. Des interrogations subsistent sur la capacité d'EDF à financer un tel projet ainsi que sur la possibilité de trouver les 30 000 hectares nécessaires à sa réalisation,. EDF annonce en décembre 2017 qu’elle rejoint le programme EV100, lancé en septembre 2017 par l’organisme international The Climate Group, qui mène une campagne destinée à accélérer l’adoption des véhicules électriques et le développement de leurs infrastructures de recharge. EDF signe également, avec 90 autres entreprises, un engagement commun en faveur du climat, le French Business Climate Pledge.
Le 31 décembre, EDF acquiert 75,5 % du capital de New NP, renommée le 4 janvier 2018 Framatome, nom qu’elle portait déjà avant la création d’Areva en 2001,.
En 2017, l'énergie nucléaire représente 71 % de la production d’électricité d'EDF, grâce à un parc composé des 58 réacteurs nucléaires en fonctionnement en France et de 15 réacteurs au Royaume-Uni, soit 56 % de la puissance totale installée du Groupe,.

#### 2018
Le 27 mars 2018, EDF lance son « Plan Stockage Électrique », portant sur l'installation de 10 GW de capacités de stockage à l'échelle mondiale jusqu’en 2035 moyennant un investissement de huit milliards d'euros. Le même jour, la visite officielle à Paris du secrétaire général du Parti communiste vietnamien, Nguyễn Phú Trọng, débouche sur la conclusion d'un accord validant l'entrée d'EDF comme chef de projet de la centrale à gaz vietnamienne Son My 1. Le 2 novembre 2018, lors de la visite du Premier ministre français Édouard Philippe au Viêt Nam EDF et le Ministère de l’Industrie et du commerce vietnamien signent un mémorandum d'entente fixant le cadre général du développement du projet.
Le 15 mai 2018, EDF annonce vouloir réduire ses émissions directes de CO2 à 30 millions de tonnes en 2030 contre 51 millions en 2017, soit une diminution de 40 %. La société confirme son ambition de s’inscrire dans l’objectif de neutralité carbone à l’horizon de 2050.
Le 5 juin 2018, EDF et McPhy signent un accord de partenariat pour le développement de l'hydrogène décarboné en France et à l'étranger. EDF Nouveaux Business investira 16 millions d'euros environ dans McPhy par souscription à une augmentation de capital réservée,.
Le 27 juin 2018, EDF et les autres principaux acteurs du nucléaire français annoncent la création du GIFEN (Groupement des industriels français de l’énergie nucléaire), entité chargée de représenter et de promouvoir le savoir-faire industriel français à l’échelle nationale et internationale. Elle regroupe 24 associations, donneurs d’ordre et industriels de la filière française.
Le 10 octobre 2018, EDF lance son « Plan Mobilité Électrique », par lequel il vise à devenir le premier énergéticien dans ce domaine dès 2022 sur ses quatre plus grands marchés européens : France, Royaume-Uni, Italie et Belgique. EDF a pour objectifs d'être le 1er fournisseur en électricité pour véhicules électriques en 2022, le 1er exploitant de réseau de bornes électriques et un acteur majeur du « smart charging » (bornes intelligentes).
Fin octobre 2018, le groupe lance sa première offre d’électricité en ligne destinée aux particuliers, nommée Digiwatt.
En 2018, le chiffre d'affaires d'EDF était de 69 milliards d'euros pour un résultat net de 2,5 milliards d'euros.

#### 2019
Le 7 février EDF lance IZI by EDF, une plateforme numérique de services de proximité mettant en relation des particuliers et des professionnels pour des opérations allant du changement de serrure à de la pose de carrelage.
Le 14 février, la présidence de la République annonce son soutien à la candidature de Jean-Bernard Lévy pour un second mandat à la tête d'EDF ; ce serait le premier PDG à effectuer deux mandats à la tête d'EDF depuis 1980.
En avril, EDF annonce vendre sa participation de 25 % dans Alpiq pour 435 millions d'euros à EOS et Primeo Énergie (ex-EBM). S'il était déjà au capital d'ATEL, une entité ayant constitué Alpiq, EDF avait pris en 2009, une participation de 25 % dans l'électricien suisse, via un apport en nature (50 % du barrage hydroélectrique d'Émosson) pour une valeur de 481 millions d'euros et un apport en cash à hauteur de 224 millions d'euros ; sur la période 2009-2018, la quote-part d'EDF dans Alpiq a totalisé une perte nette de près de 900 millions d'euros.
En juin 2019, l’ASN ordonne la réparation des huit soudures situées au milieu de la double enceinte de béton qui protège le bâtiment réacteur de type EPR de Flamanville 3, donc très difficiles à atteindre ; cette décision repousse le démarrage de la centrale à la fin de l'année 2022 au plus tôt,. Cette décision est lourde de conséquences pour les finances d'EDF, mais aussi pour la sécurité d'approvisionnement du pays ; en effet, RTE avait averti fin 2018 que « parmi les nouvelles variantes étudiées, c'est le report de l'EPR qui constitue la situation la plus pénalisante pour le système français. Ce retard conduit à lui seul à un déficit de capacités significatif ». Il pourrait s'avérer nécessaire de maintenir temporairement ou convertir à la biomasse la centrale à charbon de Cordemais.
Le 4 juillet 2019, Edison (filiale italienne d'EDF à 97 %) annonce qu'elle va céder son activité d'exploration-production de gaz et de pétrole à Energean (opérateur grec coté à Londres et Tel Aviv), ce qui cause une perte comptable de 400 à 500 millions d'euros dans les comptes d'EDF. Les cours du pétrole et du gaz, notamment, ont entrainé une dépréciation d’Edison E & P de plusieurs centaines de millions d'euros sur les dernières années.
Le Président de la République a demandé au PDG d'EDF Jean-Bernard Lévy d'étudier un projet baptisé Hercule (présenté en juin) de scission d'EDF en trois entités : EDF Azur (barrages hydroélectriques), EDF bleu (nucléaire, transport de l'électricité, qui serait détenue à 100 % par l'État) et EDF vert (Enedis, EDF Renouvelables, Dalkia et la direction du commerce entre autres entités, ayant comme point commun d'« avoir des revenus garantis » d'après les syndicats) ; cet EDF vert serait introduit en Bourse à hauteur de 35 %. Les syndicats d'EDF ont protesté contre ce projet qui selon eux constituerait une atteinte au service public et entraînerait des hausses de tarifs,. Jean-Bernard Lévy annonce le 4 octobre 2019 le report de quelques mois de cette réorganisation, qui dépend des discussions avec la Commission européenne sur la réforme de la régulation des prix de vente de l'électricité nucléaire historique (ARENH) ; le directeur de l'Agence des participations de l'État confirme que le prérequis pour la réorganisation est le résultat des discussions avec la nouvelle Commission, qui va s'installer en novembre et que ces sujets nécessiteront plusieurs mois de discussions.
En novembre, EDF rachète la start-up Pivot Power, une entreprise spécialisée dans le stockage de l’électricité par batteries et les infrastructures de recharge pour véhicules électriques.
En décembre 2019, EDF présente un plan d’investissement de 100 millions € pour 2020 et 2021 tourné vers la filière nucléaire.

#### 2020
Le 8 septembre 2020, EDF effectue une levée de dette record de 4,5 milliards € au travers de deux instruments : 2,4 milliards € d'obligations convertibles vertes (Océane) dont 40 % souscrites par l'État, et 2,1 milliards € d'obligations hybrides. Les obligations hybrides sont considérées à 50 % comme des fonds propres par les agences de notation. Par ailleurs, les investisseurs ayant souscrit aux émissions convertibles vertes d'EDF, y compris l'État, pourront les convertir en actions dès le 14 décembre 2020, avec prime de conversion de 32,5 % qui devrait inciter la plupart d'entre eux à effectuer cette conversion. Cette opération complexe renforce les fonds propres d'EDF et pourrait ramener la part de l'État dans son capital de 83,6 % à 81 %. En 2020, EDF a vu ses résultats nets plonger de 87,4 % en raison du Covid-19, son bénéfice net s'élevant à 650 millions €.
Les réacteurs no 1 et no 2 de la centrale nucléaire de Fessenheim (2 × 900 MW) sont définitivement arrêtés, respectivement le 22 février 2020 et le 29 juin 2020.

#### 2021
Le 12 avril 2021, EDF annonce la vente au fonds d’investissement EIG de sa centrale thermique à cycle combiné gaz (CGG) West Burton B (1 332 MW) au Royaume-Uni. En mars 2021, l’autorité de sûreté nucléaire a mis en demeure EDF de mettre à jour le plan d’urgence interne de sa centrale de Flamanville, décision qui fait suite à une inspection inopinée en janvier.
Le 28 juillet 2021, le gouvernement annonce la suspension du projet « Hercule », faute d'avoir abouti à un accord global avec la Commission européenne ; il renonce à présenter un projet de loi à la rentrée de septembre pour réformer le groupe EDF. Repoussé à plus tard, le sujet de l'avenir d'EDF devrait donc être du ressort du prochain président de la République.
Le 27 août 2021, selon La Tribune, sous la pression du gouvernement, le groupe EDF serait en discussion pour racheter les activités nucléaires du géant américain General Electric (GE). Le gouvernement souhaite ainsi préparer l'avenir de la filière électronucléaire française et la construction d'éventuels nouveaux EPR. Le 22 septembre 2021, EDF et General Electric annoncent avoir entamé des discussions « préliminaires », « exploratoires », dans l'objectif d'une éventuelle reprise de l’activité impliquant les turbines à vapeur Arabelle par EDF, entre autres, rachetée par GE en 2015.

#### 2022
Le début de l'année 2022 est difficile pour EDF qui cumule une très mauvaise disponibilité du parc nucléaire et des décisions du gouvernement. En effet, la production du parc nucléaire pour 2022 est attendue en baisse de près de 10 % (300 à 330 TWh au lieu de 330 à 360 TWh) en raison d'une série de dysfonctionnements de sécurité mettant plusieurs centrales à l'arrêt. De plus, le gouvernement a pris la décision le 13 janvier 2022 de limiter la hausse des tarifs payés par les consommateurs en augmentant notamment le plafond de l'électricité vendue par EDF à prix nucléaire (ARENH). Ces nouvelles couplées à la perspective d'une nouvelle augmentation de capital ont fait fortement chuter le cours de l'action EDF le 14 janvier 2022.
Fin janvier 2022, tous les syndicats du groupe appellent à la grève pour protester contre les mesures visant à juguler la flambée des prix de l’électricité pour les consommateurs. Le gouvernement annonce le 13 janvier l’obligation pour EDF de vendre davantage d’électricité nucléaire à bas prix à ses concurrents dans le cadre du dispositif de l’ARENH. Cette décision contraint EDF à acheter cher, sur les marchés de gros, de l’électricité qu’il devra revendre à 46,20 €/MWh à la concurrence. Le coût de l’opération est estimé à 3 milliards €. Elle l’obligera également à modérer la hausse appliquée à ses propres clients, ce qui entraînera, selon l'entreprise, un manque à gagner entre 3 et 5 milliards € selon les sources.
En janvier 2022, EDF et General Electric s'entendent sur une reprise d'une partie de GE Steam Power (ex-Alstom Power Systems), les activités de GE Power dans le nucléaire. EDF va débourser environ 175 millions d’euros pour cette transaction, une fois prises en compte les liquidités et dettes de l’activité rachetée. Cette ancienne activité d'Alstom Power valorisée 1 milliard d’euros, spécialisée dans les groupes turbo-alternateurs nucléaires, notamment Arabelle et les services de maintenance associés aux réacteurs déployés,,.
Le 10 février 2022, le président Emmanuel Macron annonce vouloir prolonger la durée de vie de tous les réacteurs nucléaires qui le permettent, et construire six EPR2, auxquels pourraient s'ajouter huit autres dans les années suivantes (préparation et mise en œuvre confiées à la Direction ingénierie et projets nouveau nucléaire, reconfigurée pour cela mi-2022 avec la création de deux nouveaux postes de directeurs dont l'un est missionné pour accélérer ce processus). Même avec ces mesures, la part du nucléaire dans le mix électrique français devrait baisser de 70 % en 2021 à 40 % à l'horizon 2050. Le président veut aussi faire passer la puissance solaire installée de 12,3 GW en 2021 à 100 GW en 2050, et de construire 50 parcs éoliens en mer pour 2050, soit 40 GW de capacités de production. Par contre, pour l'éolien terrestre, l'objectif de doubler la capacité installée à 37 GW, fixé initialement pour 2030, ne devra finalement être atteint qu'en 2050, compte tenu des fortes protestations des riverains. Un rapport du gouvernement, diffusé le 18 février 2022, évalue le coût de construction des six EPR2 à 51,7 milliards €, dont 6,9 milliards € de provisions pour aléas, mais hors coût du financement du projet. Le coût de l'électricité produite par les EPR2 sera hautement dépendant du coût du financement : avec un coût du capital de 1 %, le coût du MWh serait d'environ 40 €, mais il passerait à 60 € avec un cout du capital de 4 %, et à 100 € avec un financement à 7 %. Le gouvernement envisage que l'État prenne à sa charge la majorité du financement, pour que les projets bénéficient d'un coût du capital réduit.
Le 19 février 2022, EDF annonce une augmentation de capital de 2,5 milliards € dont l'État souscrira 2,1 milliards €, ainsi que l'engagement de l'État à continuer de percevoir ses dividendes en titres pour 2022 et 2023, afin de compenser partiellement la baisse de l'excédent brut d'exploitation (Ebitda) prévu à 5 milliards € en 2022 contre 18 milliards € en 2021, du fait des problèmes de corrosion sur ses réacteurs et de sa mise à contribution au gel des tarifs de l'électricité. Ce soutien était devenu indispensable pour éviter une dégradation imminente de la notation de crédit d'EDF auprès des grandes agences de notation. EDF s'engage également à réaliser 3 milliards € de cessions d'actifs supplémentaires entre 2022 et 2024 dans les énergies renouvelables et dans les services,.
Le 6 juillet 2022, la Première ministre Élisabeth Borne annonce, lors de son discours de politique générale devant la XVIe législature, que son gouvernement souhaite que l'État détienne 100 % du capital d'EDF, il s'agit donc d'une étatisation. EDF annonce pour le premier semestre 2022 une perte de 5,3 milliards €, qui d'après son PDG est la pire de son histoire. Ces pertes s'expliquent par la baisse de la production nucléaire causée par des phénomènes de corrosion, la baisse de la production hydroélectrique due à la sécheresse et par les barèmes de prix de l'électricité pour les clients (bouclier tarifaire) et pour les concurrents (ARENH) imposés par l'État. L’impact négatif de la vente accrue d’électricité bon marché à ses concurrents sur l’excédent brut d’exploitation en 2022 atteint quelque 10 milliards €,.
En septembre 2022, l'État envisage de nommer Luc Rémont à la tête d'EDF à la place de Jean-Bernard Lévy, avec une possible dissociation des fonctions de président et de directeur général. Luc Rémont est donc préféré aux autres candidats Philippe Knoche et Marianne Laigneau. Cette dernière a un temps été pressentie pour prendre la présidence non exécutive d'EDF, dans le cas d'une dissociation de la fonction de Président de celle de Directeur Général. Finalement, l'État a tranché pour une gouvernance unique et a officialisé la nomination de Luc Rémont comme PDG d'EDF,.
Le 11 octobre 2022, la presse dévoile qu'EDF est actif dans l'industrie du Web3 depuis 2020 et gère plus de 300 nœuds sur plusieurs blockchains, dont 150 nœuds Ethereum via sa filiale Exaion.
Le 27 octobre 2022, EDF annonce le dépôt d'un « recours indemnitaire » devant le Tribunal administratif de Paris afin d'obtenir la réparation intégrale du préjudice lié à la décision du gouvernement de l'obliger à céder davantage de nucléaire à bas prix à ses concurrents, dans le cadre du dispositif de l'Arenh. EDF estime son préjudice à 8,34 milliards d'euros. Le 3 février 2023, le Conseil d'État déboute EDF pour ce recours.
Le 4 novembre 2022, EDF signe avec General Electric (GE) un accord définitif pour l'acquisition par EDF des activités de GE Steam Power portant sur l'îlot conventionnel des futures centrales nucléaires. Les activités reprises comprennent notamment la fourniture des équipements pour ces centrales, dont les turbines à vapeur Arabelle produites à Belfort, ainsi que la maintenance et les mises à niveau des équipements des centrales nucléaires existantes, hors Amériques. « L'opération devrait être finalisée au second semestre 2023, sous réserve de l'obtention des autorisations réglementaires requises ».
Finalement, la production d'électricité en France atteint son plus bas niveau depuis 1992 avec 445,2 TWh, soit -15 % par rapport à 2021, record qui s'explique par une baisse historique de la production nucléaire et la faiblesse de la production hydraulique. Le pays n'a ainsi produit que 62,7 % de son électricité d'origine nucléaire. EDF cumule 17,9 milliards d'euros de pertes en 2022, situation d'autant plus paradoxale que les énergéticiens, dans leur ensemble, ont tiré profit de l'envolée des prix de l'électricité. Mais la disponibilité moyenne du parc de 56 réacteurs tombée à 54 %, une production hydraulique basse et l'obligation faite par l'état de « revendre à prix cassé » à ses concurrents, plus d'électricité achetée « à prix d’or sur les marchés », obligation qui a coûté 8,34 milliards € à EDF alors que la baisse de production lui a coûté 29 milliards €, expliquent une perte nette courante de 12,7 milliards d'euros. Dans les comptes consolidés du groupe EDF, on constate que les pertes subies concernent uniquement les activités de production et commercialisation en France, alors que les autres activités en France et à l'étranger ont au contraire amélioré leurs performances,. L'excédent brut d'exploitation chute à -5 milliards €, contre 18 milliards € en 2021. La dette nette du groupe augmente de 50 % en une seule année, pour atteindre 64,5 milliards € contre 43 milliards € en 2021.

#### 2023
Le 2 mai 2023, la cour d'appel rejette la demande de recours de petits actionnaires qui s'opposaient à la renationalisation d'EDF.
En 2023, EDF obtient un bénéfice net de 10 milliards € contre une perte record de 17,9 milliards € en 2022, grâce à un contexte de prix favorable et, dans une moindre mesure, à une production nucléaire plus élevée : 320,4 TWh contre 279 TWh en 2022. Cette production reste néanmoins loin de ses niveaux pré-Covid (379,5 TWh en 2019) et des records des années 2000, au-dessus de 400 TWh. Le chiffre d'affaires baisse de 2,6 %, à 139,7 milliards €. La dette nette est ramenée à 54,4 milliards €, contre 64,5 milliards € à la fin de l'année 2022. Une dépréciation de 12,9 milliards € est comptabilisée, liée principalement aux difficultés sur le chantier britannique de Hinkley Point C, projet qui selon EDF restera rentable.

#### 2024
Le rachat des activités nucléaires de GE Steam Power (le dossier « Arabelle »), prévu pour intervenir fin 2023 est reporté sans qu'un nouveau calendrier ne soit fixé. Le dossier serait bloqué au niveau de l'Office of Foreign Assets Control et la négociation s'effectue désormais au niveau des États (France et États-Unis).
Le 13 mai 2024, EDF annonce son premier emprunt bancaire « vert », selon la taxonomie européenne, de 5,8 milliards d'euros auprès de plusieurs banques françaises, néerlandaises et américaines, pour financer des investissements dans les réacteurs nucléaires existants en France dans le cadre de l'extension de leur durée de vie.
Le 31 mai 2024, EDF reprend officiellement les activités nucléaires de GE Vernova, qui a succédé à General Electric, dont la maintenance et la fabrication des turbines Arabelle. Frédéric Wiscart, actuel PDG de GEAST, devient président d'Arabelle Solutions, nouveau nom de GEAST au sein d'EDF. Bernard Fontana, président de Framatome, également filiale d'EDF, est nommé président du conseil d'administration d'Arabelle Solutions.
Le groupe EDF réalise en 2024 un bénéfice net consolidé de 11,4 milliards d'euros, en hausse de 13,8 % sur un an. Son chiffre d'affaires recule de 15,7 %, à 118,7 milliards d'euros du fait de la baisse des prix de vente (cours spot : -40 %, à 57,7 €/MWh en moyenne), malgré la forte hausse de la production nucléaire (+41,3 TWh) et hydraulique (+30 %). La baisse du prix de vente en France a coûté 7,5 milliards d'euros, compensés à hauteur de 4 milliards d'euros seulement par la hausse des volumes vendus. L'amélioration du résultat net résulte principalement d'une baisse des dépréciations d'actifs : en particulier, EDF avait déprécié son projet de réacteur nucléaire Hinkley Point C au Royaume-Uni de 7,9 milliards d'euros en 2023 et de 780 millions d'euros en 2024.

#### 2025
Le 21 mars, quelques jours après un Conseil de politique nucléaire sur la « maîtrise des coûts et du calendrier » de la relance du programme nucléaire, le gouvernement annonce envisager le remplacement de Luc Rémont (trois mois de la fin de son mandat) par Bernard Fontana (64 ans, polytechnicien et ingénieur du corps de l'armement et président, depuis 2015, du directoire de Framatome, la filiale d’EDF chargée de concevoir et mettre en service les réacteurs nucléaires), une nomination qui doit être validée par le Parlement. Le 5 mai 2025, l'Assemblée nationale valide le choix de nommer Bernard Fontana comme PDG.

## Métiers d'EDF
EDF est spécialisé dans l'ensemble du processus de production d'électricité et de sa mise à disposition par un réseau de distribution électrique, depuis la conception des centrales électriques à la distribution aux particuliers.

### Ingénierie, production, négoce
En matière d'ingénierie, ses métiers comprennent l'ensemble des procédés allant de la construction de nouvelles centrales nucléaires (organisée par la Direction ingénierie et projets nouveau nucléaire) au démantèlement des anciennes centrales, en passant par la Direction du Parc Nucléaire et Thermique chargée de l'exploitation et de l'entretien des centrales thermiques électrogènes.
EDF fait aussi du négoce, vendant ou achetant de l'électricité selon les besoins et la production.

### Réseaux de transport et de distribution
Dans l'organisation des réseaux électriques, on distingue usuellement deux grands niveaux fonctionnels d'un point de vue technique :

#### Réseau de transport
Il est caractérisé par :
- un réseau exploité maillé à des niveaux de tension élevés, dit « réseau HTB »[162] allant de 63 à 400 kV pour le territoire français et européen, sur lequel sont raccordées les grosses installations de production (plusieurs dizaines à plusieurs centaines de MW), les gros consommateurs industriels et les distributeurs ;
- une responsabilité quant à la réalisation en temps réel de l'équilibre offre-demande, et à la gestion des interconnexions avec les systèmes voisins.

En France, le réseau de transport d'électricité à haute tension (HT) et très haute tension (THT) utilise 100 000 km de lignes, gérée par RTE, le gestionnaire du réseau français d'électricité, dans le cadre d'un cahier des charges du Réseau Public de Transport. RTE agit en tant que gestionnaire d'infrastructure indépendant dans sa gestion quotidienne tout en restant dans le groupe EDF.
RTE est depuis le 1er septembre 2005 une filiale d'EDF SA, conformément aux exigences européennes de séparation juridique des gestionnaires de réseau de transport. Les statuts de RTE, approuvés par décret, contiennent des dispositions spécifiques (forme des organes de direction, protection des cadres dirigeants) destinées à garantir l'indépendance de gestion de la filiale. Conformément aux dispositions européennes, l'actionnaire dispose d'un « droit de supervision économique » destiné à protéger ses intérêts patrimoniaux.
En mars 2017, EDF annonce avoir finalisé la cession partielle de RTE à la Caisse des dépôts et consignations et CNP Assurances, en leur cédant une participation de 49,9 % dans une coentreprise où il avait transféré, en décembre 2016, la totalité du capital de RTE.

#### Réseau de distribution
La distribution, caractérisée par :
- une exploitation du réseau en général non maillée à des niveaux de tension plus faibles (15, 20 ou 30 kV pour le réseau HTA de distribution) ;
- sur lequel sont éventuellement raccordées de petites installations de production (jusqu'à quelques dizaines de MW) et la plupart des consommateurs ;
- une responsabilité limitée à la continuité et à la qualité de la fourniture, mais pas à l'équilibre offre demande et en général pas d'influence sur les interconnexions internationales[166].

Depuis 1906, les lignes du réseau de distribution à moyenne et basse tension (environ 1 200 000 km vers 2020) sont légalement  propriété publique des communes ou syndicats de communes. Une loi de 1946 en prévoit deux formes de gestion possibles, l'Entreprise Locale de Distribution (ELD) qui peut avoir un statut de régie, de société d'économie mixte ou de SICAE (cas minoritaire), ou la concession à EDF GDF Services, rebaptisé en 2004 EDF Gaz de France distribution, service commun d'EDF et de Gaz de France, seul concessionnaire possible au terme de la loi ; en 2008, EDF GDF Services a été scindé en deux entités : Électricité Réseau Distribution France (ERDF, devenu Enedis le 31 mai 2016, filiale du groupe Électricité de France) et Gaz réseau distribution France (GRDF, filiale d'Engie).
Cette fonction a depuis été transférée à Enedis pour l'électricité, et à GRDF pour le gaz, filiale de plein droit d'EDF depuis le 1er janvier 2008 compte tenu de la filialisation exigée par la Directive 2003/54/CE.

### Fourniture d'énergie
EDF commercialise de l'électricité et du gaz naturel aux clients particuliers et professionnels. En tant que fournisseur historique d'électricité, EDF propose les tarifs réglementés de l'électricité, dont le prix du kilowatt-heure évolue selon une formule fixée par l'État. Depuis la libéralisation du marché de l'énergie entre 2000 et 2007, les clients peuvent choisir entre ces tarifs réglementés et les offres de marché proposées par plusieurs fournisseurs concurrents. EDF propose lui-même des offres de marché pour l'électricité et le gaz naturel, destinées aux particuliers comme aux entreprises.
Au deuxième semestre 2015, les tarifs réglementés, proposés uniquement par EDF et les entreprises locales de distribution, domine toujours le marché de l'électricité sur le segment des particuliers (89,4 % des sites raccordés) et des petits professionnels (85 % des sites raccordés).

### Conseiller clientèle
EDF emploie 6 200 conseillers experts dont 300 experts solidarité dédiés la lutte contre la précarité énergétique répartis sur le territoire national. En substance, il s’agit de l’activité de « centre d’appels » qui gèrent à distance la relation avec les clients à tout ce qui touche à leur contrat. Ces conseillers clients sont organisés en groupes par type de compétences et regroupés par équipes sur des plateformes destinées à gérer, principalement par téléphone et à distance, des clients et/ou des prospects en s’appuyant sur des systèmes de couplage téléphonique et informatique, en réception d’appels.
Teleperformance, en France, est un prestataire d’EDF. En 2018, EDF indique faire travailler la totalité de ses conseillers clientèle en France.
Dans les centres d’appel Teleperformance sur le territoire, qui gèrent entre autres SFR, Orange ou encore Veolia, les salariés ont fait savoir leurs droits de retrait à plusieurs reprises : droit de retrait dénonçant la gestion de la crise sanitaire liée à la pandémie de Covid-19, droit de retrait à la suite de problématiques d'ambiance thermique , grève concernant la planification des conseillers clientèles , répression syndicale , tentative d'imposer la politique du "clean desk", c'est-à-dire un bureau sans papiers, sans stylos et sans aucune autres affaires personnelles. À Belfort, les salariés dénoncent un acharnement devenu culture d'entreprise. Les syndicats parlent de harcèlement institutionnel, de surveillance accrue jusqu'à consigner par écrit si les portes de la pièce de télétravail sont fermées ou non. Des logiciels scrutent les mots utilisés. La nouvelle politique d' EDF, nommée "compétences relationnelles clés", analyse les émotions du conseiller clientèle, et ces émotions font l'objet de bilans écrits réguliers pour améliorer la relation client.
En 2021, EDF est le premier énergéticien à obtenir la certification "relation client France",,.

## Activités

### Secteur d'activité
Électricité de France (EDF) est un des premiers groupes mondiaux producteurs d'électricité avec 431,7 TWh produits en 2022 et 40,3 millions de clients.
EDF a perdu en août 2017 son rang de premier producteur d'électricité au monde du fait de la fusion de Shenhua, le plus grand producteur de charbon chinois et d'électricité à base de combustible fossile, avec le producteur plus diversifié China Guodian Corporation. Le nouvel ensemble est baptisé China Energy Investment ; ses capacités de production d'environ 225 GW, dont 77 % de centrales au charbon, en font le plus grand producteur d'électricité au monde, loin devant EDF (130 GW).
Le nucléaire domine globalement dans la répartition de la production du parc installé d'EDF dans le monde (chiffres officiels 2021) :
- nucléaire : 78,2 % ;
- hydraulique et autres énergies renouvelables : 12,8 % ;
- thermique (hors charbon) : 8,3 % ;
- charbon : 0,7% % ;

La répartition de la puissance installée du groupe, au niveau mondial, fin 2021 était de :
- nucléaire : 70,1 GW
- hydraulique et autres énergies renouvelables : 30,8 GW
- thermique hors charbon : 14,3 GW
- charbon : 2,2 GW
- total : 117,3 GW

et la répartition géographique du chiffre d'affaires 2017 (69,6 milliards d'euros :
- France (activités de production et de commercialisation) : 43 %
- France (activités régulées) : 19 %
- Italie : 12 %
- Royaume-Uni : 11 %
- autres métiers : 9 %
- autres pays : 6 %

### Principales filiales
- Enedis (100 % EDF), créée en 2002, est chargée de la gestion et de l'aménagement de 95 % du réseau de distribution d'électricité en France.
- RTE (50,1 % EDF), créée en 2000, est le gestionnaire de réseau de transport français responsable du réseau public de transport d'électricité haute tension en France métropolitaine.
- Dalkia (100 % EDF), créée en 1998, est spécialisée dans les services énergétiques et la production d'énergie décentralisée via des énergies renouvelables alternatives (biomasse, géothermie, biogaz et énergies de récupération).
- EDF Renouvelables (100 % EDF), créée en 2004, est une holding regroupant des entreprises de production d'énergie renouvelable du groupe EDF.
- Framatome (80,5 % EDF), créée en 1958, est spécialisée dans le secteur de l'énergie nucléaire.
- Edvance (80 % EDF), créée en 2017, est une entreprise de conception et de réalisation d’îlots nucléaires et de contrôle commande de réacteurs nucléaires.
- Edison (98,1 % EDF), créée en 1884, est société italienne spécialisée dans la production et la fourniture de gaz et d'énergie électrique.
- Cyclife France, créée en 1990, est spécialisée dans le traitement et le conditionnement des déchets et des effluents radioactifs.
- EDF Energy (100 % EDF), créée en 2002, est une entreprise de production et de fourniture d'électricité au Royaume-Uni.
- Luminus (68,6 % EDF), créée en 1978, est une entreprise de production et de fourniture d'électricité en Belgique.
- SOWEE (100 % EDF), créée en 2016, est un fournisseur d'électricité et de gaz à prix fixe ainsi que d'outils de suivi et de pilotage[191].
- Arabelle Solutions (100 % EDF), créée en 2014, anciennement GEAST.

### Nucléaire

Tours de refroidissement de la centrale nucléaire de Cattenom, en France.

#### Chine
En 1983, EDF signe avec ce qui deviendra China General Nuclear Power Group (CGN) un contrat pour la conception et la maîtrise d’œuvre de la première centrale nucléaire de Chine, la centrale nucléaire de la baie de Daya (Guangdong). En 2017, elle repousse une offre de coopération avec le chinois CNNC.
En janvier 2018, Emmanuel Macron et Xi Jinping inaugurent le premier réacteur EPR de Taishan, construit par EDF en partenariat avec l’entreprise chinoise CGN. En avril 2018, la centrale nucléaire de Taishan reçoit du ministère chinois de l'Écologie et de l'Environnement l’autorisation de chargement du combustible. Le 6 juin 2018 Taishan 1 est le premier réacteur EPR au monde à diverger, puis le 29 juin 2018, il est le premier à être couplé au réseau et donc à produire de l'électricité, . Le 13 décembre 2018, à l'issue de l’ultime test réglementaire de fonctionnement en continu et à pleine puissance effectué durant 168 heures, le réacteur Taishan 1 est entré en service commercial,.

#### Émirats arabes unis
Le 21 novembre 2018, EDF et NAWAH, exploitant nucléaire émirien et filiale d'Emirates Nuclear Energy Corporation (en) (ENEC), signent un accord-cadre de longue durée par lequel EDF accompagnera NAWAH dans l’exploitation et la maintenance de la centrale nucléaire de Barakah.

#### Inde
En janvier 2016, alors que l'électricien français accompagne le président de la République François Hollande dans un voyage en Inde, EDF a signé un protocole d'accord relatif au projet de six réacteurs nucléaires EPR avec l'électricien national indien Nuclear Power Corporation of India (NPCIL). La centrale, d'une capacité de 10 GW, serait implantée à Jaitapur, à 400 km au sud de Bombay, la capitale économique indienne. Amorcé dès 2009 par Areva et NPCIL, le projet est en janvier 2016 au stade des études techniques. Un premier accord pourrait être signé avec l’Inde en 2017. En mars 2018, EDF et NPCIL signent à New Delhi un accord industriel en vue de la mise en œuvre de six réacteurs nucléaire à Jaitapur. En juin 2018, EDF et GE signent un accord de coopération stratégique dans le cadre de ce projet de construction, lié à la réalisation de l’îlot conventionnel de chacun des 6 réacteurs. En décembre 2018, EDF remet une offre commerciale pour la construction des 6 réacteurs EPR de Jaitapur.

#### Europe

##### Espagne
En février 2018, EDF annonce avoir remporté en partenariat avec Westinghouse Electric Spain (WES), l’appel d’offres lancé en mai 2017 par ENRESA, l’agence nationale espagnole responsable de la gestion des déchets radioactifs et de la déconstruction des sites nucléaires, pour la fourniture de prestations de services d’ingénierie dans le cadre du démantèlement de l’unité de production no 1 de la centrale nucléaire de Vandellòs.

##### France
Le parc nucléaire français d'EDF est en 2022 composé de 56 réacteurs en fonctionnement (61 370 MW), dont 32 réacteurs d'une puissance de 900 MW, 20 réacteurs de 1 300 MW et 4 réacteurs de 1 450 MW. Ces réacteurs sont répartis sur 18 centrales nucléaires en exploitation.
Depuis le début des années 2000, les interrogations environnementales renouvelées notamment sur le changement climatique, ont donné de nouveaux arguments aux partisans de l'énergie nucléaire, en raison de la faible contribution de cette énergie aux émissions de gaz à effet de serre, contrairement aux productions à base de charbon et de gaz. Par contre, les opposants à cette forme d'énergie mettent en avant la question des déchets et/ou des conséquences d'un éventuel accident. De plus, ces derniers avancent que les premières centrales mises en service à la fin des années 1970 arrivent à la « trentaine », leur durée de vie comptable initiale, et regrettent la volonté d'EDF de prolonger la durée de vie de ses centrales d'une décennie, voire plusieurs, moyennant des opérations de renouvellement partiel sur des composants qu'ils jugent obsolètes. EDF argue des positions prises par les exploitants d'autres pays, en particulier aux États-Unis, qui ont obtenu l'autorisation des organismes de contrôle pour des durées de fonctionnement de 60 ans. La construction en cours d'un réacteur de « troisième génération » ou EPR (de l'anglais European Pressurized Reactor signifiant « réacteur européen à eau pressurisée ») à Flamanville, dont la mise en service prévue en 2018, est, dans ce contexte, au cœur de la polémique. Ce réacteur aura une puissance de 1 650 MW.
Ce parc construit essentiellement dans le courant des années 1980, est aujourd'hui significativement amorti. Combiné à la faiblesse des investissements en France, cela a permis à EDF de dégager un excédent brut d'exploitation et un autofinancement substantiels :
- EDF, société mère, 2005 : EBE 6,8 milliards d'euros, flux de trésorerie d'exploitation 8,2 milliards d'euros[210] ;
- groupe EDF 2005 : EBE 13 milliards d'euros, flux de trésorerie d'exploitation 13,9 milliards d'euros[211].

Depuis 2014, EDF engage des frais de rénovation de son parc nucléaire dans le cadre du plan Grand Carénage. Ce plan vise à la prolongation de la durée de vie des réacteurs nucléaires jusqu'à 60 ans, via le remplacement de certaines pièces maîtresses au sein des centrales. L'opération devrait représenter 100 milliards d'euros de dépenses entre 2014 et 2025 et mobilisera 2 500 ingénieurs sur les 58 réacteurs en production dans 19 centrales du parc nucléaire français.
Depuis début 2015, des équipements de sécurité complémentaires sont mis en place pour répondre aux préconisations de l'ASN[réf. souhaitée]. Ceux-ci se composent, pour chaque centrale, d’un générateur diesel d’ultime secours (DUS) de grande capacité, un appoint en eau ultime et un centre de crise local (CCL) capable de résister à des agressions externes. Le groupe EDF gère également un dispositif autonome de renforcement des sources de refroidissement du réacteur, et maintient une force d’action rapide nucléaire (FARN) de 300 membres répartis sur quatre sites.
En 2016, EDF crée SOWEE, fournisseur d'électricité et de gaz à prix fixe proposant à ses clients une solution de suivi et de pilotage permettant de réduire leur consommation d'énergie.
Le 24 août 2016, EDF et le gouvernement français trouvent un accord concernant la fermeture de la centrale nucléaire de Fessenheim. L'État français doit verser 400 millions d'euros à l'entreprise, un montant auquel pourra s'ajouter une part variable.
En octobre 2016, l'Autorité de sûreté nucléaire demande au groupe « l'arrêt rapide » de cinq réacteurs nucléaires supplémentaires, après la détection d'« anomalies sérieuses » sur quatre autres réacteurs déjà à l'arrêt.
En décembre 2016, le groupe annonce le redémarrage de sept réacteurs nucléaires, validé par l'Autorité de sûreté nucléaire. Le 12 janvier 2017, l'Autorité de sûreté nucléaire (ASN) donne son accord pour le redémarrage de neuf réacteurs : le réacteur 4 de la centrale du Bugey (Bugey 4), Dampierre 3, Fessenheim 1, Gravelines 2 et 4, Saint-Laurent-des-Eaux B1 et Tricastin 1, 3 et 4.
Le 29 mai 2017, la Commission européenne autorise la reprise par EDF de la majorité d’Areva NP. Le 31 mai 2017, EDF annonce la création d’une nouvelle filiale d’ingénierie, Edvance, spécialisée dans la conception et la réalisation des îlots nucléaires des centrales, qui conclut le rapprochement des ingénieries d’EDF et d’Areva NP.
En septembre 2017, EDF annonce que l'analyse des composants du parc nucléaire français issus de l'usine d'Areva du Creusot, où des anomalies dans le suivi des fabrications avaient été détectées, ne remet pas en question, à ce jour, leur aptitude au fonctionnement en toute sûreté. La revue des dossiers de fabrication de Creusot Forge se poursuivra jusqu'au 31 décembre 2018.
Le 4 janvier 2018, Areva NP, officiellement passée sous le contrôle d'EDF le 1er janvier, devient Framatome, avec EDF en tant qu'actionnaire majoritaire (75,5 %) aux côtés de MHI (19,5 %) et d'Assystem (5 %).
En juin 2019, l’ASN ordonne la réparation des huit soudures situées au milieu de la double enceinte de béton qui protège le bâtiment réacteur de Flamanville 3, donc très difficiles à atteindre ; selon l'ASN, la rupture de ces soudures « ne peut plus être considérée comme hautement improbable » ; cette décision repousse le démarrage de la centrale à la fin de l'année 2022 au plus tôt,.
Le 21 janvier 2020, dans le cadre de la demande gouvernementale de mise en œuvre de la transition énergétique, « EDF propose au gouvernement d'étudier la mise à l'arrêt de paires de réacteurs à Blayais, Bugey, Chinon, Cruas, Dampierre, Gravelines et Tricastin » pour 2035. Le gouvernement français ne prévoit pas d’indemniser l’exploitant EDF pour le manque à gagner faisant suite à la demande de mise à l’arrêt des réacteurs concernés.
Ce cap est abandonné le 10 février 2022, lorsque le président Emmanuel Macron annonce sa décision de prolonger la durée de vie de tous les réacteurs nucléaires qui le permettent et de construire des EPR2. Le 6 juillet 2022, le Parlement européen valide le classement du gaz et du nucléaire parmi les énergies « vertes » dans l'Union Européenne, permettant ainsi la mise en œuvre de l'annonce du président Macron.
En 2023, EDF lance une filiale nommée Nuward, dédiée au développement de petits réacteurs modulaires (PRM ou SMR en anglais), avec l'ambition de lancer la construction d'un premier réacteur dans un délai de sept ans.

##### Italie
En février 2018, Cyclife, filiale du Groupe EDF, et SOGIN, l’entreprise publique italienne chargée de la déconstruction et de la gestion des déchets, signent un contrat de 28 millions d’euros pour le traitement de 1 800 tonnes de déchets métalliques issus de trois centrales nucléaires en déconstruction en Italie. Le 28 juin 2018, EDF annonce la signature d’un accord de partenariat avec SOGIN.

##### Royaume-Uni
En septembre 2022, le parc nucléaire britannique d'EDF Energy (filiale à 100 % d'EDF) est composé de 9 réacteurs en fonctionnement répartis sur cinq centrales : 8 réacteurs de type AGR et un réacteur de type PWR (AGR et PWR sont les dénominations anglaises). Ceci représente une puissance totale de près de 5 900 MW,. EDF Energy produit 20 % de l'électricité britannique et 34% de l'électricité « zero-carbon » (dénomination anglaise) du pays, ce qui en fait un des plus importants producteurs du Royaume-Uni, et le premier en ce qui concerne la production d'électricité bas carbone.
Le 21 octobre 2013, le Royaume-Uni officialise la commande de deux réacteurs EPR, de 3e génération, à EDF pour la centrale nucléaire de Hinkley Point, au prix de 19 milliards d'euros.
Le 21 octobre 2015, EDF finalise son partenariat avec la société chinoise CGN : les contrats sont signés par les présidents d'EDF et CGN en présence du premier ministre David Cameron et du président chinois Xi Jinping. Le premier ministre qualifie l'accord d'« historique » : c'est la première fois qu'une centrale nucléaire sera construite au Royaume-Uni depuis 1995 ; il s'agit du plus gros investissement étranger jamais annoncé en Grande-Bretagne ; c'est aussi la première commande de réacteur en Europe depuis l'accident nucléaire de Fukushima en 2011 ; l'accord permet pour la première fois à un industriel chinois de mettre un pied dans le secteur nucléaire en Occident.
La construction du premier EPR démarre le 11 décembre 2018, sa mise en service devrait intervenir en juin 2027.
Le projet coûtera 18 milliards de livres, soit 24,5 milliards d'euros courants, sans tenir compte des coûts de financement. EDF détient 66,5  % du projet, le solde (33,5  %) étant supporté par CGN. EDF financera sa part, soit plus de 16 milliards d'euros, sur ses fonds propres et par emprunt, et prévoit de céder quelque 10 milliards d'euros d'actifs non stratégiques dans cette perspective. Outre Hinkley Point, deux autres accords ont été conclus : à Sizewell, sur la côte est de l'Angleterre, deux réacteurs EPR sont prévus ; EDF prendra 80  % de ce projet et CGN 20  % ; les travaux démarreront en 2018 ou 2019. À Bradwell, à l'est de Londres, CGN prendra 66,5  % des parts et EDF 33,5  %, et cette centrale utilisera la technologie chinoise Hualong, pour la première fois en Occident. En mai 2018, EDF entame des négociations avec le gouvernement britannique concernant le mode de financement des deux nouveaux réacteurs nucléaires de type EPR à Sizewell.
Afin de financer sa part dans le projet Hinkley Point et la prise de contrôle d'Areva NP, EDF a inscrit à son budget 2016 près de 6 milliards d'euros de cessions d'actifs, et dans son plan de moyen terme, 2,6 milliards d'euros de ventes d'actifs en 2017 puis 2,2 milliards en 2018. Pour le financement du projet d'Hinkley Point, EDF céderait une part minoritaire des actifs d'EDF Energy.
Le 28 juin 2018, EDF annonce la signature d’un accord de coopération sur le démantèlement des réacteurs au graphite avec la Nuclear Decommissioning Authority.

##### Tchéquie
EDF remet le 31 octobre 2023 son offre pour la construction du réacteur Dukovany 5 de 1 200 MW, de technologie EPR, pour mise en service en 2036, ainsi qu'une proposition pour trois autres réacteurs : l’unité 6 de la centrale de Dukovany et les futures tranches 3 et 4 de la centrale de Temelín.

### Énergies renouvelables
En 2000, EDF acquiert 35 % de la SIIF (société internationale d'investissements financiers), créée en 1990 par Pâris Mouratoglou et centrée principalement sur les énergies renouvelables. Deux ans plus tard, EDF porte sa participation à 50 % et la SIIF est renommée EDF Énergies Nouvelles. EDF acquiert 100 % en 2014 et en fait une filiale à part entière du groupe. Elle développe des champs éoliens et solaires, ainsi que des petites centrales hydroélectriques. Avec une puissance installée en 2014 de 25,2 GW (21 GW en France), le groupe est le 1er producteur européen d'énergies renouvelables (hydraulique, solaire, éolien et biomasse).

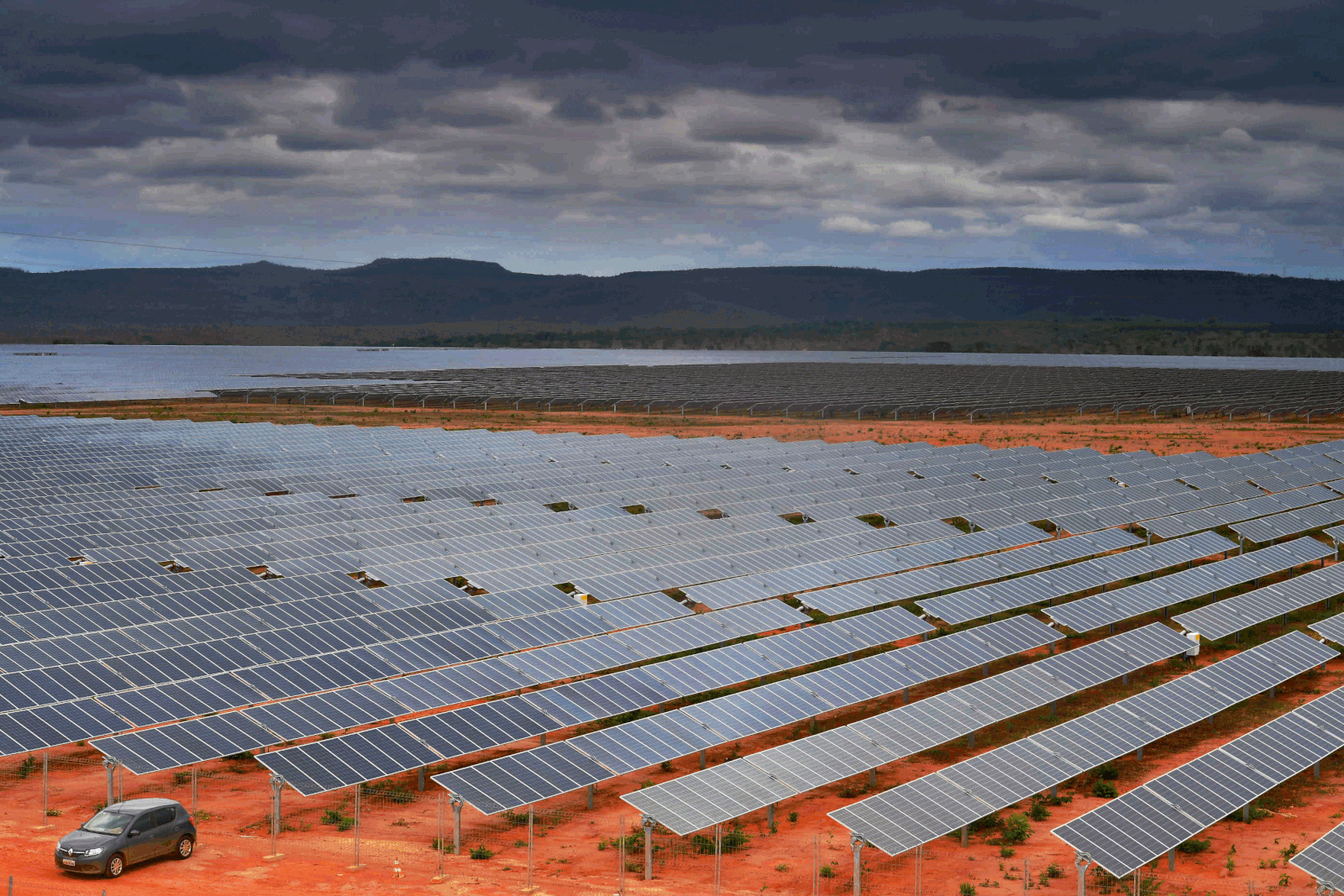
Complexe solaire de Pirapora (Brésil), plus grande centrale solaire d'Amérique latine, opérée par EDF RN.

EDF a déjà dans son pipeline de projets, mi-2015, quelque 16,5 GW d'éolien et de solaire. La France n'occupera qu'une part minoritaire de ces développements, avec au  maximum  5 GW sur quinze ans, dont les trois parcs éoliens en mer (1,5 GW décrochés lors du premier appel d'offres français ; à l'étranger, le groupe vise en priorité l'Amérique latine (notamment le Brésil) et l'Afrique subsaharienne. EDF continuera à dépenser pour ces investissements entre 2 et 2,5 milliards d'euros par an, financés notamment par des « green bonds ».
Au 31 décembre 2014, le chiffre d'affaires consolidé du pôle Énergies renouvelables est de 1,085 milliard d'euros et la capacité brute installée en énergie renouvelable s'élève à 7 903 MW. La capacité brute en construction est de 1 613 MW et la filiale emploie 3 009 personnes.
Début 2016, le groupe investit autant dans le renouvelable que dans le nouveau nucléaire, a multiplié par cinq sa capacité de production depuis 2007 et est classé parmi les dix premiers acteurs mondiaux du renouvelable. Son service « Exploitation et maintenance » opère alors plus de 11 GW dans le monde.
En décembre 2017, EDF annonce un programme d'investissement de 25 milliards d'euros pour la construction de 30 GW de centrales solaires photovoltaïques entre 2020 et 2035, ce qui ferait passer la part du solaire dans la production d'électricité de 1,6 % en 2017 à 7 ou 8 % en 2035 ; la baisse des prix du solaire rend, en effet, cette technique prometteuse, mais des interrogations subsistent sur la capacité d'EDF à financer un tel projet ainsi que sur la possibilité de trouver les près de 30 000 hectares nécessaires à sa réalisation.
En avril 2018, EDF Énergies Nouvelles choisit EDF Renewables comme marque unique pour la majorité de ses filiales à l’international.

#### Éolien terrestre
L'énergie éolienne est la filière principale d'EDF Énergies Nouvelles, et représente 86 % de la capacité installée totale de la filiale en Europe, en Amérique du Nord, en Afrique et au Moyen-Orient, avec 6,84 GW installés au 30 juin 2015 dans 15 pays. Son premier marché est les États-Unis avec 2,7 GW, suivi par la France (996 MW), la Turquie (613 MW) et le Royaume-Uni (543 MW).

##### Amérique
Les États-Unis représentent le premier marché éolien pour EDF EN avec 35 % de ses capacités, contre 13 % pour la France.
En octobre 2015, EDF Renewable Energy atteint une capacité d'un gigawatt au Texas avec l'inauguration d'un 6e parc éolien terrestre dans l'État américain : le parc de Spinning Spur 3, à proximité d'Amarillo, dans le nord du Texas, et d'une capacité de 194 MW pour 97 éoliennes. Le groupe dispose alors de plus de 2 GW sur l'ensemble du territoire américain et revendique 1 066 MW de puissance installée sur le seul état du Texas avec, en plus du parc de Spinning Spur 3, les parcs de Bobcat Bluff (150 MW), d'Hereford (200 MW) et de Longhorn (200 MW).
Le 18 novembre 2015, le groupe annonce la mise en service du parc éolien de Pilot Hill dans l'Illinois, d'une capacité totale de 175 MW.
EDF Renewable Energy a mis en service deux parcs éoliens totalisant 400 MW :
- La « ferme Roosevelt » au Nouveau-Mexique, totalisant 250 MW grâce à 125 turbines. Cette implantation est la première d'EDF Renewable Energy dans cet état. l'énergie produite par cette centrale est revendue à Southwestern public service company, dans le cadre d'un contrat de 20 ans.
- Slate creek, dans l'État du Kansas, totalisant 150 MW produits par 75 éoliennes. La production est quant à elle revendue à Great Plains Energy, également dans le cadre d'un contrat de fourniture d'électricité sur 20 ans.

EDF Renewable Energy dispose, en 2019 aux États-Unis, d'une capacité de production de 400 MW en solaire et de 3705 MW en éolien, faisant de ce pays d'Amérique du Nord le premier marché à l’étranger d’EDF Renouvelables.
Au début du mois de mars 2016, EDF EN annonce la mise en place d'un nouveau parc éolien au Nouveau-Mexique. Le nouveau parc éolien se situe à Milo, dans le comté de Roosevelt (à la frontière du Texas) et est composé de 25 turbines pour une puissance totale de 50 MW, soit l'équivalent de la consommation électrique de 27 000 foyers.[réf. nécessaire]
Le groupe annonce le 18 avril 2016 la signature d’un accord global au Canada lui permettant la construction de trois nouvelles installations d’énergie renouvelable dont un parc éolien d’une puissance de 60 MW en Ontario.
En août 2016, dans le cadre de son contrat d'approvisionnement avec Vestas, le groupe EDF EN annonce avoir placé une commande ferme pour 160 MW d'éolien aux États-Unis.
Le 21 juin 2017, EDF Renewable Energy annonce avoir signé un contrat de rachat d’électricité avec l’agence municipale de l’énergie du Minnesota du Sud concernant l’électricité à produire dans la future centrale éolienne de Stoneray. Sa construction devrait commencer début 2018 et sa mise en service est prévue dans le courant de l'hiver 2018-2019. L’installation comportera jusqu’à 50 turbines.
En avril 2018, EDF EN annonce avoir remporté un contrat de fourniture d’électricité de long terme (PPA) au Brésil dans le cadre d’une enchère fédérale, pour un projet éolien d’une capacité de 114 MW dans l’état de Bahia. Elle remporte également fin août 2018 deux projets de construction de parcs éoliens dans le même état, pour une puissance totale de 276 MW.
Fin novembre 2018, EDF Renouvelables au Brésil annonce la signature d’un contrat de vente d’électricité de long terme (PPA) avec Braskem, spécialiste de la fabrication de résines thermoplastiques. L’électricité sera produite par un nouveau projet éolien d’EDF Renouvelables, d’une capacité installée de 33 MW et dont la construction débutera en 2019 dans l’État de Bahia.
En décembre 2018, EDF Renouvelables au Canada annonce la signature d’un accord de soutien pour l’électricité renouvelable avec le gestionnaire du réseau électrique de l’Alberta, l’AESO. Ce contrat d’une durée de vingt ans porte sur le projet éolien de Cypress, d’une capacité de 201,6 MW.

##### Asie

###### Inde
En janvier 2016, le PDG d'EDF, Jean-Bernard Lévy, accompagne le président de la République, François Hollande, dans un voyage d'affaires en Inde. EDF Énergies Nouvelles annonce alors ses premières implantations d'éoliennes dans le pays. Dans le cadre de sa coentreprise avec la société locale Sitac Wind Management and Development, l'entreprise française développera à l'horizon 2016 pour 142 MW d'énergie éolienne. Dans un plus long terme, la société commune vise la réalisation d'environ 220 MW supplémentaires de projets éoliens dans les États du Maharashtra, du Rajasthan et du Gujarat.
L'énergéticien signe également un accord structurant dans l'éolien terrestre avec le groupe SITAC qui prévoit une prise de participation par EDF EN de 50 % dans la société SITAC Wind Management and Development Private Limited.

###### Chine
En juillet 2016, EDF EN achète 80 % du capital de la société UPC Asia Wind Management, basée à Hong Kong et spécialisée dans l'éolien terrestre en Chine, avec 174 MW de capacités en opération, 130 MW en construction, et plus de 1 GW en développement. EDF EN espère y construire 200 à 300 MW de capacités éolienne par an, pour arriver à 2 GW en cinq ans, en s'associant avec des partenaires chinois projet par projet.

##### Europe

###### Royaume-Uni
Fin février 2016, EDF EN met en service trois nouveaux parcs éoliens en Grande-Bretagne d'une puissance cumulée de 46,8 MW. Cette capacité installée permet d'alimenter en énergie l'équivalent de 42 000 foyers. Deux de ces projets se situent en Écosse, à Rhodders (dans le sud du pays) et à Burnhead Moss (à l'Ouest). Ils sont respectivement composés de 6 et 13 turbines et représentent une puissance cumulée de 38,3 MW. Le troisième site se situe à Park Spring, au nord de l'Angleterre et est composé de trois turbines pour une puissance totale de 8,5 MW.
En 2016, le groupe EDF exploite ainsi 33 parcs éoliens terrestres d'une puissance cumulée de 600 MW d'électricité pour 323 turbines au total, soit l'équivalent de la consommation électrique de plus de 360 000 foyers britanniques.
En avril 2017, EDF EN annonce la mise en service de trois parcs éoliens au Royaume-Uni (deux en Écosse et un dans le nord-est de l'Angleterre), pour une capacité totale de 100 MW.

#### Éolien en mer

##### Amériques
En décembre 2018, EDF Renouvelables en Amérique du Nord et Shell New Energies U.S. LLC annoncent avoir constitué une coentreprise pour le développement du site dit OCS-0499, situé dans la zone d’énergie éolienne du New Jersey (WEA), dans le cadre d’un bail délivré par les autorités fédérales américaines.

#### Hydroélectricité

##### France
(4 décembre 2021).
En France, EDF produit en 2022 49,6 TWh/an d'hydroélectricité grâce à l'exploitation de plus de 600 barrages et de 425 centrales hydrauliques. Selon EDF, 95 % du potentiel hydraulique français est actuellement exploité; une étude approfondie menée en 2013 par les ministères concernés et les producteurs fait état de disponibilités inexploitées plus élevées : jusqu'à 11,7 TWh/an. Le Conseil mondial de l'énergie évaluait en 2013, le potentiel français à 100 TWh/an, dont 70 TWh/an étaient considérés comme économiquement exploitables ; 50 TWh/an ont été produits en 2008, soit 72 % du potentiel économiquement exploitable dans les conditions économiques de l'époque. L'énergie hydraulique représente en moyenne 10 % du volume total de l'énergie produite par EDF en France.
EDF gère son parc hydraulique grâce à quatre centres de conduite hydraulique (CCH), situés à Toulouse, Lyon, Sainte-Tulle (Alpes-de-Haute-Provence) et Kembs (Haut-Rhin).
En 1954, EDF met en service le barrage du Cap-de-Long, dans les Hautes-Pyrénées, actuellement le deuxième en capacité de stockage des Pyrénées. Il fait l’objet en avril 2017 d’une visite décennale.
Mise en service en 1966, l'usine marémotrice de la Rance est la première centrale marémotrice du monde. Elle fait l'objet en 2013 d'un programme de rénovation sur 10 ans pour un investissement de 100 millions d'euros, afin de la moderniser et de la rentabiliser à long terme.
Le chantier de Romanche-Gavet, près de Grenoble, est en 2018, le plus important projet de développement français de l'hydraulique. EDF prévoit d'y remplacer 6 centrales et 5 barrages par une seule et même usine souterraine, sans bassin de retenue. Fin 2015, les travaux de la première grande étape du chantier sont presque terminés[réf. nécessaire]. En décembre 2017, la galerie de 10 km qui raccorde le barrage de Livet à la future usine de Romanche-Gavet est achevé. Une fois terminée, en 2020, la centrale permettra de produire 560 GWh/an.
Le groupe investit également dans le complexe de La Bâthie en Savoie, composé de 3 réservoirs retenant plus de 213 millions de mètres cubes d'eau : 50 millions d'euros de travaux porteront la puissance de la centrale à 600 MW en 2018, contre 550 MW auparavant.
Entre 2011 et 2015, EDF a investi 1 milliard d'euros dans la modernisation de ses barrages et 450 millions d'euros pour le développement de nouveaux projets hydrauliques.
En 2016, EDF hydraulique prévoit de regrouper 1 900 emplois sur le polygone scientifique de Grenoble : un centre national de formation de 5 000 m2 et 30 000 m2 de bureaux pour l'ensemble de ses services hydrauliques.

##### Afrique
Au Cameroun, EDF est actionnaire de la centrale hydroélectrique de Nachtigal amont, par le biais de la société NHPC (Nachtigal Hydro Power Company), créée en juillet 2016 par un consortium mené par EDF et l’État camerounais. En avril 2017, la société s’est vu attribuer la concession d’exploitation de l’aménagement hydroélectrique de Nachtigal pour une durée de 35 ans. Elle bénéficiera d'une capacité de 420 MW. La NHPC choisit en août 2018 un groupement d’entreprises chargées de la construction (le groupe belge BESIX, la société française NGE et l’entreprise marocaine SGTM)[réf. souhaitée]. Le 8 novembre 2018, EDF, IFC (membre du groupe Banque mondiale) et l’État du Cameroun signent les accords engageants et définitifs portant sur la construction du barrage. Les travaux commencent en février 2019, la mise en service est prévue pour mi-2024.

##### Proche et Moyen-Orient
Le 12 juin 2017, EDF est retenu par l’Autorité de l’électricité et de l’eau de Dubaï (DEWA) dans le cadre d’un contrat de 14 millions d’euros, pour des prestations de conception et d’assistance technique pour une station de stockage d’énergie par pompage hydraulique (STEP) à Hatta (Dubaï). Le contrat est signé le 9 novembre à l’occasion du Forum Économique France-Émirats arabes unis à Dubaï.

##### Asie
EDF est à la tête du consortium ayant construit le barrage de Nam Theun 2 au Laos, d'une puissance de 1 070 MW mis en service en 2010.

#### Solaire

##### Afrique
En novembre 2016, EDF et la société américaine Off Grid Electric annoncent un partenariat pour la fourniture d’énergie solaire hors réseaux et créent une société commune en Côte d’Ivoire, ZECI, pour y commercialiser des kits individuels de production d'énergie solaire.
En janvier 2018, à la suite du succès de cette offre, les deux entreprises, associées à un partenaire industriel ghanéen CH Group, lancent une offre de kits solaires hors réseau au Ghana, portée par la co-entreprise ZEGHA.
Le 18 juillet 2018, EDF prend une participation dans la société kényane SunCulture, concepteur et commercialisateur de pompes solaires et de systèmes d’irrigation sur-mesure pour les petits exploitants agricoles, et signe un partenariat avec l'organisation togolaise Energy Generation pour soutenir le programme « Femmes et entrepreneuriat solaire ».
En octobre 2018, EDF devient coactionnaire de BBOXX Togo à 50 %, afin de développer et commercialiser des solutions d’accès à l’électricité hors réseau sur le marché togolais, dans le cadre du plan d’électrification du gouvernement togolais.

##### Asie

###### Chine
En février 2018, Asia Clean Capital (ACC) et EDF Énergies Nouvelles annoncent la création d’une coentreprise visant à construire et exploiter un portefeuille de projets d’énergie solaire répartie en toiture en Chine.

###### Inde
En décembre 2013, EDF Énergies Nouvelles s'associe avec ACME Cleantech Solutions Limited et créé avec la société indienne une société commune basée en Inde. Le groupe français détient alors 25 % de cette nouvelle entreprise, ACME Solar Energy Private Limited. Rapidement après sa création, l'entreprise lance la construction d'une centrale solaire de 30 MWc dans le Madhya Pradesh, dans le centre de l'Inde. Le pays est alors la première implantation en Asie du Sud d'EDF EN et le 18e pays dans lequel l'entreprise se développe.

##### France
Le 17 décembre 2013, l'Autorité de la concurrence condamne EDF à payer une amende de 13,5 millions d'euros pour « abus de position dominante ». Elle reproche à EDF d'avoir privilégié sa filiale EDF ENR sur le marché des panneaux solaires.

#### Hydrogène
En avril 2019, EDF lance Hynamics, filiale de production d'hydrogène « bas carbone » par électrolyse de l’eau, technologie peu émettrice de CO2 si l'électricité utilisée provient de moyens de production bas carbone. Création de sa pépinière EDF Pulse Croissance, Hynamics vise les secteurs de l'industrie et de la mobilité, notamment en proposant des stations-service d'avitaillement des véhicules à hydrogène,.
En août 2020, Hynamics signe son premier contrat en Allemagne et produira du carburant à partir d'hydrogène renouvelable dans une raffinerie du nord du pays, dans le cadre d'un projet mixte baptisé « Westküste100 »,.

### Centrales thermiques à flamme
Le charbon représente 9,1 % de la production mondiale du groupe EDF, selon son rapport d'activité 2013. Sur ses seize centrales à charbon, EDF en possède cinq en Chine et onze en Europe, dont deux au Royaume-Uni, qui figurent dans le top 30 des centrales à charbon les plus polluantes d'Europe (« Dirty thirty »), selon une étude de l'université d'Oxford pour les ONG Oxfam et Les Amis de la Terre. Ces deux centrales ont bénéficié en 2014 de subventions de l'État britannique de 180 millions de livres sterling (environ 250 millions d'euros). EDF ferme ses centrales à charbon en France pour répondre aux nouvelles normes antipollution, et investit à l'étranger sur des centrales plus propres (la loi Énergie Climat française sur la transition énergétique interdit la construction de nouvelles centrales thermique en France). Par exemple, en Chine, elle construit la centrale supercritique (technologie plus économe en charbon, donc en émissions) dans la province du Guangxi et celle de Fuzhou qui doit être livrée en 2016. EDF est propriétaire de 5 centrales en Chine via ses filiales.
Pour EDF, l'électricité produite à base de charbon représente 6 % de sa production nette dans le monde (40,2 TWh), mais avec les centrales fonctionnant au gaz et au fioul, cette part monte à 13 %.
EDF a annoncé à l'été 2015 une politique sélective, avec une « mise sous revue stratégique » de ses actifs à combustibles fossiles (charbon, gaz et fioul) en Europe continentale. En France, EDF a déjà fermé dix tranches au charbon pour répondre aux nouvelles normes. EDF a cédé ses centrales polonaises ainsi que ses parts dans la centrale de Laibin (province du Guangxi), mais poursuit la construction d'une centrale ultra-super critique (2 GW) avec l'entreprise China Datang Corporation à Fuzhou (province de Jiangxi).
Le 13 octobre 2015, le directeur d'EDF a plaidé lors d'une conférence de presse pour un prix du carbone élevé afin de favoriser la production d'une électricité décarbonée. Claude Nahon, directrice développement durable d'EDF précise alors que « l'intensité carbone de la France s'établit à 0,15 tonne de CO2 par unité de PIB, contre 0,36 tonne aux États-Unis et 0,24 tonne en Allemagne ».
En septembre 2016, la filière thermique à combustible fossile a atteint en France une part exceptionnellement élevée : 11,3 % de l'électricité produite avec 4 132 GWh, soit plus de deux fois plus qu'en septembre 2015, du fait de nombreux arrêts de tranches demandés par l'Autorité de sûreté nucléaire (ASN) pour contrôler leurs générateurs de vapeur forgés dans l'usine Areva du Creusot.
En 2017, EDF arrête définitivement l’une des deux tranches au fioul de la centrale de Cordemais, ainsi que les quatre tranches au fioul de la centrale de Porcheville.

### Services énergétiques

#### Afrique
En janvier 2019, EDF annonce sa prise de participation dans Conergies-Group à hauteur de 49 %. Ce partenariat vise à « développer et déployer l'ensemble des solutions d'efficacité énergétique innovantes » dans les domaines du froid et du traitement d'air, à destination des clients industriels et tertiaires en Afrique de l'Ouest.

#### Asie
En janvier 2018, EDF annonce la signature en Chine de deux contrats dans le domaine des services énergétiques. Le premier contrat, conclu avec la municipalité de Sanya (province de Hainan) porte sur la conception, la construction et l’exploitation pendant 30 ans d’un réseau de stations de production d’eau glacée (pour la climatisation) et d’eau chaude sanitaire. Le second concerne la construction et l’exploitation pendant 30 ans d’une centrale de cogénération biomasse de 35 MW dans la ville de Lingbao (province du Henan), qui fournira de l’électricité et du chauffage à environ 25 000 foyers de la ville.

##### France
Les activités de services énergétiques aux entreprises et aux collectivités sont rassemblées dans l’entité EDF Solutions Énergétiques depuis le 20 juin 2017, qui comprend les offres de ses différentes filiales Dalkia, Tiru, Citelum, Sodetrel (Izivia depuis fin 2018) et NetSeenergy.

### Zones non interconnectées au réseau métropolitain continental
Ces collectivités et départements français, non interconnectés avec le réseau électrique de la France continentale, doivent produire sur place la totalité (ou la quasi-totalité) de l'énergie électrique consommée. La loi française les identifie comme des « zones non interconnectées au réseau métropolitain continental » (ZNI). Le coût de production de l'électricité y est plus élevé que ceux obtenus en France continentale et le coût de revient de l'électricité, dans le meilleur des cas, y est deux fois plus élevé que son prix de vente au tarif garanti par la péréquation tarifaire.
Une dérogation européenne, applicable par tous les pays concernés, prévoit la mise en place d'une organisation adaptée aux régions non interconnectées (Corse, DROM et COM pour la France, les Canaries pour l'Espagne ou les Açores pour le Portugal).
En France, un système compensatoire, la Contribution au service public de l'électricité (CSPE), dont le montant est proposé par la Commission de régulation de l'énergie (CRE), permet d'assurer l'équilibre économique des producteurs.

#### Corse et Outre-mer
EDF SEI (Systèmes Énergétiques Insulaires) produit, achète, transporte et distribue de l'électricité dans les systèmes électriques isolés français suivants : la Corse, les DOM - Départements d'Outre-Mer (Archipel de la Guadeloupe, Guyane, Île de la Réunion, Martinique), les COM - Collectivités d'Outre-Mer (Saint-Pierre-et-Miquelon, Saint-Barthélemy, Saint-Martin).
En Corse et Outre-Mer, EDF continue d'assurer intégralement le service public de distribution de l'électricité au travers d'une direction spécifique, EDF SEI, tout en achetant à certains producteurs privés. Par exemple, fin 2005, la Guadeloupe 22 % de l'électricité est produite par la CTM (Compagnie Thermique du Moule, société privée filiale de Sechilienne-Sidec) et le reste par d'autres producteurs d’électricité,.
En 2012, les systèmes énergétiques insulaires représentaient pour EDF SEI :
- plus d'un million de clients ;
- près de 3 300 employés ;
- une capacité de production installée de 1 924 MW ;
- un quart de l'électricité produite issue des énergies renouvelables (contre 6,8 % pour l'ensemble du groupe EDF en 2011[307]).

En 2013, le barrage hydroélectrique du Rizzanese est mis en place en Corse-du-Sud.
En 2015, un mât de mesure éolien est installé sur l’île de Sein pour étudier les possibilités d’implantation de cette nouvelle source d’énergie. La même année, EDF injecte sur le réseau l’énergie produite par une hydrolienne marine installée sur l’île d’Ouessant.
En 2015, le projet Toucan est lancé en Guyane. Il se compose d’une centrale photovoltaïque et d’un dispositif de stockage de l’énergie avec des batteries, qui permet à la centrale de stocker un tiers de l’énergie produite pendant trois heures.
En février 2016, EDF installe une station solaire innovante dans le cirque de Mafate, à la Réunion. Celle-ci associe production d’électricité et stockage d’énergie avec batteries à hydrogène. En juillet 2017, EDF, la start-up Powidian, ainsi que les parties prenantes au projet, inaugurent le nouveau dispositif électrique Microgrid. Il est possible de conserver l'énergie produite via les installations photovoltaïques pendant plusieurs jours.
En 2016, la première centrale éolienne avec stockage de France, d’une puissance de 2,5 MW, est inaugurée à Capesterre-de-Marie-Galante, en Guadeloupe.
En mars 2017, EDF met en ligne des plateformes open data ouvrant au public ses données relatives à la production et à la consommation d’électricité de la Corse et des territoires d’outre-mer.

#### Polynésie française et Nouvelle-Calédonie
Dans ces zones, des concessions sont délivrées par les collectivités pour assurer l'achat, la vente, la production, le transport et la distribution de l'électricité. Ainsi, la société privée Électricité de Tahiti (filiale d'Engie) pour Tahiti et dix-neuf autres îles de la Polynésie française, ou ENERCAL (une SEM dont EDF détient 15,98 %) en Nouvelle-Calédonie assurent ces missions dans ces territoires. Concernant Mayotte, c'est "Électricité de Mayotte" (une SEM dont EDF détient 24,99 %) qui assure ces mêmes services.

### Stratégie industrielle
EDF souhaite avant tout être un opérateur intégré. En 2012, le groupe a investi 8,1 milliards d'euros en France pour améliorer sa compétitivité industrielle.
Jean-Bernard Lévy, PDG d'EDF, a présenté en septembre 2015 le plan stratégique d'EDF 2030, qu'il résume en une formule : « EDF champion de l'électricité bas carbone ». EDF est déjà le premier producteur européen d'énergies renouvelables et se donne pour objectif de doubler son parc européen pour 2030, passant de 28 gigawatts (GW) à plus de 50 GW. Dans le nucléaire, EDF travaille sur le design d'un « EPR nouveau modèle » afin d'être en mesure en 2019 ou en 2020 de commander un ou deux EPR NM qui se substitueraient sept ou huit ans plus tard à des réacteurs existants. Au Royaume-Uni, le partenariat avec la Chine se prolongera au-delà des deux EPR de Hinkley Point avec deux autres EPR à Sizewell puis un réacteur à base technologique chinoise, le Hualong, sur le site de Bradwell.
Concernant le nucléaire, EDF considère cette source d'énergie comme le pivot d'une production d'électricité compétitive, sûre et sans CO2 et l'estime complémentaire aux énergies thermique, hydraulique et nouvelles. Le nucléaire se trouve au cœur de l'expertise et du savoir-faire industriel d'EDF, c'est pourquoi le groupe érige la sûreté et la transparence en « priorité absolue ».
Le programme de « grand carénage » destiné à prolonger au-delà de 40 ans la durée d'exploitation des 58 réacteurs nucléaires du parc français représente un investissement de 51 milliards d'euros sur la période 2014-2025.
À Flamanville, le chantier a mobilisé près de 3 000 personnes. La mise en service commercial est prévue pour 2024.
Le Terminal méthanier de Loon-Plage, situé près de Dunkerque, a été mis en service le 1er janvier 2017. Dunkerque LNG est le principal actionnaire et l'exploitant du terminal méthanier, qui associe EDF (65 %), Fluxys (25 %) et Total (10 %). Il offre une capacité de regazéification de 13 Gm3/an soit 20 % des besoins français et belges de gaz, dont jusqu'à 8 Gm3/an pour EDF. Le chantier a mobilisé un milliard d'euros et emploie plus de 1 200 personnes,.
Le parc thermique va être rénové. Après le CCGT (combined cycle gas turbine, « turbine à gaz à cycle combiné » en français) de Blénod en 2011, EDF a mis en service le premier des deux CCGT (465 MW chacun) de Martigues. Au total, le groupe investit plus de 400  millions d'euros pour renforcer son parc de production thermique et hydraulique.
En 2012, la filière industrielle française de l'éolien en mer se développe. Le consortium européen mené par EDF Énergies Nouvelles a été retenu pour trois des quatre projets du premier appel d'offres gouvernemental : jusqu'à 1 500 MW de nouvelles capacités.
En mars 2018, EDF se lance dans l’intelligence artificielle avec sa start-up et filiale à 100 % Metroscope, une solution développée en interne pour identifier plus vite les causes d'un aléa industriel. L'ensemble du parc nucléaire va en être équipé.
Le 27 juin 2018, EDF, Dassault Systèmes et Capgemini signent un partenariat pour la transformation numérique de l’ingénierie nucléaire d’EDF. EDF annonce également l’acquisition d’Oreka Solutions, start-up spécialisée dans le numérique au service du démantèlement des centrales nucléaires.

### Recherche et développement
EDF dispose de trois centres de recherche, tous situés en Île-de-France :
- EDF Lab Chatou, anciennement Laboratoire national d’hydraulique, créé en 1946[329] ;
- EDF Lab Paris-Saclay, anciennement localisé à Clamart depuis 1948 et déménagé à Palaiseau en 2016[330] ;
- EDF Lab les Renardières (Écuelles), créé en 1964[331]

Le Laboratoire de mécanique des structures industrielles durables est également une unité mixte de recherche EDF-CNRS créée en janvier 2004, et regroupé au sein de l'Institut des Sciences de la Mécanique et Applications Industrielles en 2015.

## Chiffres clés
Au niveau mondial, EDF était en 2017, le deuxième producteur d’électricité derrière China Energy Investment, quant à la puissance installée, et la troisième compagnie d’électricité au monde quant au chiffre d’affaires, après la State Grid Corporation of China et l'italien Enel.
- Nombre de clients : 35,1 millions dans le monde en 2017[190].
- La quantité d'énergie électrique produite est de près de 580,8 TWh en 2017 et la puissance installée était de 129,3 GW.
- Chiffre d'affaires : 69,6 milliards d'euros en 2017.
- Dette nette : 33 milliards d'euros en 2017.
- Résultat net : 2,8 milliards d'euros en 2017.
- Versements aux actionnaires : 29 millions d'euros en 2007.
- Infrastructures (immobilisations) : avec plus de 180 milliards d'euros en 2010, le groupe EDF est la plus grande entreprise propriétaire au monde[335].

## Données financières
| Année | Chiffre d'affaires | EBITDA | EBIT | Résultat net | Dette |
| ----- | ------------------ | ------ | ---- | ------------ | ----- |
| 2002  | 41,8               | 11,2   | 5,2  | 0,5          | 26,9  |
| 2003  | 44,9               | 11,0   | 6,8  | 0,9          | 24,0  |
| 2004  | 46,9               | 12,1   | 5,6  | 1,3          | n/d   |
| 2005  | 51,0               | 12,9   | 8,0  | 3,2          | 18,6  |
| 2006  | 58,9               | 13,9   | 9,4  | 5,6          | 14,9  |
| 2010  | 65,3               | 14,2   | 6,2  | 1            | 34,4  |
| 2011  | 65,3               | 14,8   | 8,3  | 3            | 33,3  |
| 2012  | 72,7               | 16,1   | 8,2  | 4,1          | 39.2  |
| 2013  | 75,6               | 16,8   | 8,4  | 4,1          | 35,5  |
| 2014  | 72,9               | 17,3   | 7,9  | 4,9          | 34,2  |
| 2015  | 75,0               | 17,6   | 4,2  | 4,8          | 37,4  |
| 2016  | 71,2               | 16,4   | 7,5  | 4            | 37,4  |
| 2017  | 69,6               | 13,7   | 5,6  | 2,8          | 33,0  |
| 2018  | 68,98              | 15,3   | 5,2  | 2,5          | 33,4  |
| 2019  | 71,32              | 16,7   | 6,8  | 3,9          | 41,1  |
| 2020  | 69                 | 16,2   |      | 2            | 42,3  |
| 2021  | 84,5               | 18     |      | 5,1          | 43    |
| 2022  | 143,5              | -5     |      | -17,9        | 64.5  |
| 2023  | 139,7              | 39,9   |      | 10           | 54,4  |
| 2024  | 118,7              | 36,5   |      | 11,4         | 54,3  |

## Emploi
En 2011, le groupe EDF employait 158 842 personnes selon les chiffres publiés, 43 192 au sein des filiales RTE et ERDF et 35 173 dans la branche Production et Ingénierie.
En 2013, le groupe EDF emploie 158 467 personnes selon les derniers chiffres publiés, dont 129 492 en France.
| Année                    | 2013    | 2012    | 2011    |
| ------------------------ | ------- | ------- | ------- |
| EDF – domaine non régulé | 71 088  | 69 122  | 67 184  |
| Enedis – domaine régulé  | 38 666  | 38 211  | 36 770  |
| Autres filiales France   | 19 738  | 21 995  | 23 312  |
| Total France             | 129 492 | 129 328 | 127 266 |

| Année             | 2022             | 2017             |
| ----------------- | ---------------- | ---------------- |
| EDF SA            | 37 %             | 44 %             |
| Enedis            | 23 %             | 26 %             |
| Dalkia et Citelum | 12 %             | 10 %             |
| Framatome         | 10 %             | N/A              |
| EDF Energy        | 6 %              | 9 %              |
| Edison            | 3 %              | 3 %              |
| Autres            | 9 %              | 8 %              |
| Total             | 171 490 salariés | 152 033 salariés |

## Participations
EDF est présent sur les 5 continents, tant dans la production et la distribution d'électricité que dans les services.
En Europe
- Allemagne : 100 % EDF Gas Deutschland, 50 % FSG
- Autriche : 25 % Groupe Estag
- Belgique : 100 % EDF Belgium, 100 % Segebel, 63,50 % SPE
- France : 100 % C2, 100 % C3, 34 % Dalkia Hdg, 50 % Dalkia Intern., 67 % Dalkia Invest., 100 % EDF Développement Environnement SA, 100 % EDF Renouvelables, 100 % EDF International, Intern.), 88,82 % Électricité de Strasbourg, 100 % Enedis, 50 % Immob. PB6, 100 % Immob. Wagram Étoile, 100 % La Gérance Générale Foncière, 50,1 % RTE[343], 100 % SOCODEI, 100 % Sofilo, 55 % SOFINEL, 51 % TIRU, 100 % Netseenergy, 100 % Citelum
- Grande-Bretagne : 100 % EDF Energy, 100 % EDF Trading, 100 % EDF UK, 100 % EDF Production UK Ltd, 100 DIN UK
- Hongrie : 95,57 % Bert, 100 % DÉMÁSZ (groupe)
- Italie : 99,484 % Edison[344], 100 % EDF Fenice, 50 % TDE, 100 % MNTC, 100 % Wagram4, 50 % SNI
- Pays-Bas : 50 % Sloecentrale[345],[346]
- Pologne : 94,31 % EC Krakow, 99,74 % EC Wybreze, 86,52 % EDF Polska, 79,79 % ERSA (Rybnik), 40,58 % Kogeneraja, 39,93 % Zielona Gora
- Slovaquie : 49 % SSE
- Suisse : 100 % EDF Alpes Investissements, 26,06 % Groupe Alpiq (Énergie en Suisse)

En Amérique
- Brésil : 90 % Ute Norte Fluminense, 100 % Ute Paracambi
- États-Unis : 100 % UniStar Nuclear Energy (en). Le 6 août 2021, EDF vend la totalité (49,9 %) des parts qu’il détenait dans Constellation Energy Nuclear Group[347].

En Asie
- Chine : 100 % Figlec, 19,6 % Shandong Zhonghua Power Cy, 35 % Datang Sanmenxia Power Company, 50 % EDF Changfeng (Sanya) Energy Management Co., 60 % EDF Datang (Sanmenxia) Urban Heating Co., 30 % Taishan Nuclear Power Joint Venture Company (TNPC)[348]
- Viêt Nam : 56,25 % Meco
- Laos : 40 % NTPC

En Afrique
- Côte d’Ivoire : 49 % de Conergies-Group[349]

## Communication

### Partenariats
EDF est partenaire de plusieurs évènements, fédérations sportives ou organismes de recherche.
En 2014, EDF devient partenaire de la Fédération française de football, partenariat renouvelé en 2018 pour cinq ans. La même année, elle devient également partenaire de la Fédération internationale de l’automobile (FIA), accord renouvelé en 2018. En décembre 2018, EDF devient supporter national de la 8e coupe du monde féminine de la FIFA 2019 en France.
En septembre 2018, EDF et la Fondation Abbé-Pierre pour le logement des défavorisés renouvellent leur partenariat jusqu’en 2020 autour du programme « Toits d’Abord ». Ce programme vise à rénover de nouveaux logements destinés aux ménages les plus modestes, avec le concours des associations et des bailleurs sociaux.

#### Jeux olympiques 2024
L’entreprise annonce en novembre 2019 être partenaire premium et fournisseur officiel d’électricité et de gaz pour les prochains Jeux olympiques et Jeux paralympiques qui se dérouleront à Paris en 2024.
L’entreprise soutient les athlètes paralympiques français, notamment à travers le Team EDF, une équipe de 34 athlètes et para-athlètes.
Des athlètes de haut niveau, comme le nageur Alain Bernard, collaborent avec EDF pour promouvoir des initiatives comme le programme "1,2,3 Nagez", visant à réduire le nombre de noyades en France en offrant des cours de natation gratuits pour les enfants.
EDF a introduit une innovation majeure avec la création de la flamme olympique électrique, un dispositif sans énergie fossile, pour allumer la vasque olympique. Le principe repose sur un anneau lumineux de 7 mètres de diamètre, composé de 40 projecteurs LED. Ces projecteurs éclairent de la vapeur d’eau projetée par environ 200 buses. L'ensemble du système est alimenté par une énergie 100 % renouvelable.

### Identité visuelle

Logo de 1946 à 1972.
Logo de 1972 à septembre 1988.
Logo de septembre 1988 à juillet 2005.
Logo depuis juillet 2005[360].

### Slogans
- « Des hommes au service des hommes » (1979[361])
- « La parole est au sourire » (1988[362])
- « Nous vous devons plus que la lumière » (années 1990 à mai 2001[363])
- « Donner au monde l'énergie d'être meilleur » (2001)[364]
- « Changer l'énergie ensemble » (mai 2009 à 2014)
- « Notre avenir est électrique » (2015 à 2018)
- « Devenons l'énergie qui change tout » (2019 à aujourd'hui)

## Conseil d'administration
À la date du 30 avril 2025, le conseil d'administration d'EDF SA est composé de la façon suivante :
Onze membres nommés par l'assemblée générale des actionnaires :
- Bernard Fontana, président-directeur général
- Nathalie Collin, directrice générale adjointe et directrice générale de la branche « Grand public et numérique » du Groupe La Poste[366]
- Bruno Crémel, General Partner du fonds Partech Partners
- Gilles Denoyel, président du conseil d'administration de Dexia
- Anne-Marie Descôtes, secrétaire général du ministère de l'Europe et des Affaires étrangères
- Delphine Gény-Stephann, consultante
- Marie-Christine Lepetit, chef du service de l’Inspection générale des finances rattachée au ministère de l'Économie, des Finances et de la Relance
- Colette Lewiner, administratrice professionnelle indépendante
- Claire Pedini, directrice générale adjointe et directrice des ressources humaines de Saint-Gobain
- Philippe Petitcolin, administrateur de sociétés
- Michèle Rousseau, présidente du Bureau de recherches géologiques et minières (BRGM)

Un représentant de l'État :
- Alexis Zajdenweber, Commissaire aux participations de l’État rattaché au ministère de l'Économie, des Finances et de la Relance

Six membres élus par les salariés :
- Karine Granger, Fabrice Guyon et Jean-Paul Rignac, parrainés par la CGT
- Sandrine Lhenry, parrainée par FO
- Vincent Rodet, parrainé par la CFDT
- Christian Taxil, parrainé par la CFE-CGC

Trois personnes assistent également au Conseil avec une voix consultative :
- Virginie Schwarz, commissaire du gouvernement auprès d'EDF et directrice de l’énergie à la direction générale de l'Énergie et du Climat rattachée au ministère de la Transition écologique
- Bruno Rossi, Chef de la mission de contrôle général économique et financier de l'État auprès d'EDF
- Jean-Luc Magnaval, Secrétaire du Comité central d'entreprise

### Présidents
- Pierre Simon : 1946-1947
- Étienne Audibert : 1947-1949
- Louis Escallier : 1949-1952
- Marcel Flouret : 1952-1962
- Roger Gaspard : 1962-1964
- Pierre Guillaumat : 1964-1965
- Pierre Massé : 1965-1969
- Paul Delouvrier : 1969-1979
- Marcel Boiteux : 1979-1987
- Pierre Delaporte : 1987-1992
- Gilles Ménage : 1992-1995
- Edmond Alphandéry : 1995-1998
- François Roussely : 1998-2004
- Pierre Gadonneix : 2004-2009
- Henri Proglio : 2009-2014
- Jean-Bernard Lévy : 2014-2022
- Luc Rémont : 23 novembre 2022 - avril 2025[135]
- Bernard Fontana : depuis le 5 mai 2025[367]

### Directeurs généraux
- Pierre Simon : 1946-1947
- Roger Gaspard : 1947-1962
- André Decelle : 1962-1967
- Marcel Boiteux : 1967-1979
- Charles Chevrier : 1979-1982
- Jean Guilhamon : 1982-1987
- Jean Bergougnoux : 1987-1994
- François Ailleret: 1994-1996
- Pierre Daures : 1996-1998

La présidence d’Edmond Alphandéry met fin au poste de directeur général d’EDF. Cet ancien ministre de l’économie (au sein du gouvernement Balladur) succède à Gilles Ménage en 1995 et entreprend d’importants changements dans l’organisation d’EDF. Le 11 septembre 1996, avec l’aval du ministre Alain Juppé mais sans avoir consulté ni le ministre de l’industrie Franck Borotra ni le personnel, il annonce une réorganisation de la tête d’EDF, qui supprime notamment le poste de directeur général et renforce sensiblement son propre pouvoir au sein de l’entreprise. De la direction aux syndicats, cette manœuvre est très largement critiquée, et l’affaire remonte jusqu’au Conseil d’État. Devant la crise politique engendrée, Edmond Alphandéry est contraint de faire machine arrière et de laisser les pouvoirs publics nommer un directeur général. L’ex-directeur général délégué Pierre Daures, disposant d’une forte légitimité interne, est choisi. S’ensuit une période de méfiance et de conflits entre la présidence et la direction, durant laquelle l'entreprise semble paralysée. Cette période prend fin avec la démission simultanée en juin 1998 d’Edmond Alphandéry et de Pierre Daures, et la nomination de François Roussely au poste de président. Le poste de directeur général est, lui, laissé vacant jusqu'à la modification des statuts instituant la société anonyme EDF, dont la direction est assumée par un PDG nommé par le conseil d'administration et non, comme dans l'établissement public à caractère industriel et commercial (EPIC), un président et un directeur général distincts dont les nominations relevaient toutes deux du gouvernement.

## Caisse centrale des activités sociales d'EDF-GDF
Depuis la création d'EDF-GDF, 1 % des ventes d'électricité et gaz hors taxes et hors abonnements des entreprises du secteur des Industries Électriques et Gazières alimente la Caisse centrale d'activités sociales (CCAS), équivalent du Comité d'entreprise. Ce prélèvement a été introduit dans la loi du 8 avril 1946 en contrepartie d'un autre 1 % accordé celui-ci aux actionnaires des entreprises nationalisées.
La CCAS dans son ensemble est financée à hauteur de 457 millions d'euros entre 2004 et 2005 par EDF et GDF pour un budget de 880 millions d'euros sur 2004-2005 qui représente environ 8 % de la masse salariale d'EDF (en comparaison de 2,8 % à la RATP).
Ces sommes sont dévolues pour partie à des compléments de protection sociale (assurance maladie) et pour partie au financement de la restauration méridienne des salariés ainsi qu'activités, villages vacances, séjours jeunes, évènements culturels et loisirs au bénéfice des salariés actifs et inactifs.
C'est le plus gros comité d'entreprise de France, avec 5 718 salariés équivalent temps plein, soit plus de 1 854 contrats à durée déterminée (CDD).
Son conseil d'administration est issu de l'élection de représentants par les salariés et retraités dans chaque région. À la suite de l'élection de 2009, le conseil d'administration de la CCAS est composé majoritairement d'élus de la CGT.

### Polémique sur le Comité d'entreprise
Le Comité d'entreprise d'EDF, c'est-à-dire la Caisse centrale des activités sociales, a, à plusieurs reprises dans son histoire, fait l'objet de polémiques.
Au début des années 2000, l'une d'entre elles a pris un tour judiciaire par le dépôt d'une plainte au nom des agents. Bernard Thibault (CGT) a été entendu par la justice en juillet 2006 dans le cadre de cette affaire. Jean Lavielle et Brigitte Dareau, anciens responsables du CE, ont été mis en examen à ce titre,,. Cette polémique et la mise en cause de la gestion par les représentants des salariés durent depuis plusieurs années. Après aboutissement de l'enquête, les faits ont fait l'objet en 2012 d'un renvoi en tribunal correctionnel.

## Activité de lobbying

### Auprès des institutions publiques françaises
Électricité de France est déclaré comme représentant d'intérêts auprès de la Haute Autorité pour la transparence de la vie publique. L'entreprise déclare à ce titre qu'en 2018, les coûts annuels liés aux activités directes de représentation d'intérêts auprès des institutions publiques françaises sont compris entre 1 000 000 et 1 250 000 euros.

### Auprès des institutions de l'Union européenne
Électricité de France est inscrit depuis 2009 au registre de transparence des représentants d'intérêts auprès de la Commission européenne. Il déclare en 2018 pour cette activité 10 collaborateurs à temps plein et des dépenses d'un montant compris entre 2 000 000 et 2 249 999 euros.

## Controverses

### Greenpeace
En 2009, EDF est accusé d'espionner Greenpeace au Royaume-Uni et Réseau Sortir du nucléaire en France, à la suite de l'opposition de ces associations écologiques face à la construction d'un réacteur nucléaire de troisième génération (EPR). Le directeur de la sécurité, Jean-Marc Sabathé, affirme quant à lui qu'EDF « ne se livre à aucune opération d'espionnage ». Le 6 février 2013, l'entreprise est relaxée par la cour d'appel de Versailles. Un ancien cadre du groupe, chargé en 2006 par EDF d'effectuer une veille des actions menées par Greenpeace et qui aurait, selon EDF, outrepassé ses fonctions en s'introduisant dans l'ordinateur du directeur des campagnes de Greenpeace à l'époque, est condamné à 6 mois de prison.
En novembre 2016, Greenpeace dépose une plainte auprès du parquet national financier contre EDF ainsi que son PDG, Jean-Bernard Lévy, pour « délits boursiers », leur reprochant « un bilan inexact » et la diffusion d'« informations trompeuses » : sous-estimation du coût de gestion des déchets nucléaires et du démantèlement des centrales nucléaires. L'organisation « demande au parquet d'ouvrir une enquête préliminaire ou que soit désigné un juge d'instruction sur ce sujet d'intérêt général où les actionnaires, investisseurs mais également les citoyens français sont induits en erreur par EDF et son PDG ».

### Amazon Web Services
En février 2024, EDF fait appel à Amazon Web Services pour gérer l'informatique liée à la planification de la maintenance de ses centrales nucléaires, nouant un contrat de 860 millions d'euros. De hauts cadres de l’entreprise publique et hauts fonctionnaires regrettent qu'une société américaine soit appelée pour cette fonction, arguant d'une perte de souveraineté dans un domaine jugé stratégique,.

### Émission de radio
- Fabrice Drouelle, « Qui veut la peau d’EDF ? » [audio], sur Affaires sensibles, France Inter, Radio France, 2 mai 2023 (consulté le 4 mai 2023).